# Die Fallers – Die SWR Schwarzwaldserie/Episodenliste

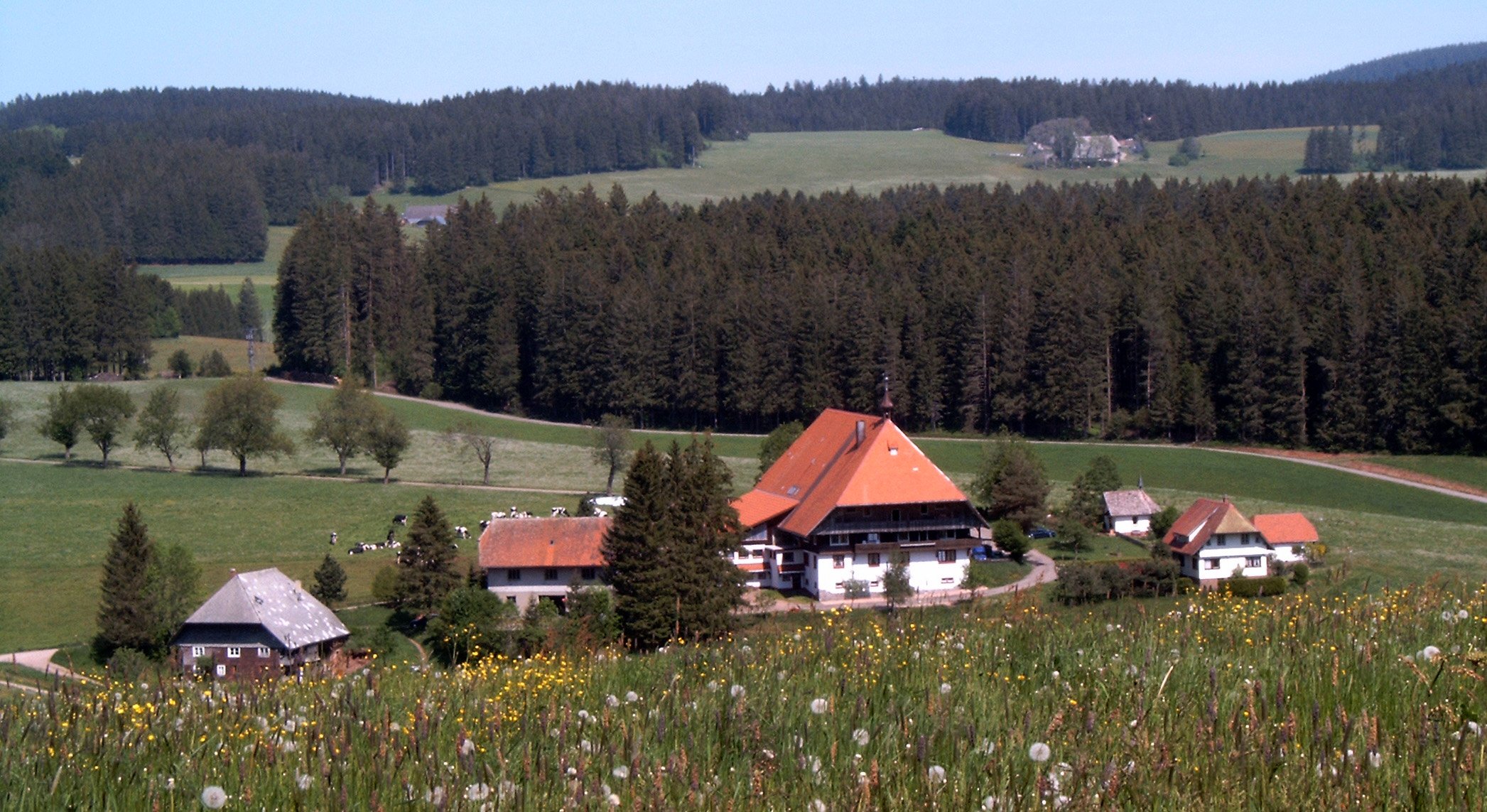
Der „Fallerhof“ bei Furtwangen im Schwarzwald

In der Episodenliste der Fernsehserie Die Fallers – Die SWR Schwarzwaldserie werden alle Episoden der Familienserie des Südwestrundfunk (SWR) aufgeführt. Die erste Episode Neues Leben wurde am 25. September 1994 ausgestrahlt. Damals noch im Südwestfunk (SWF), der am 1. Oktober 1998 mit dem Süddeutschen Rundfunk (SDR) zum SWR wurde. Jede Episode hat eine Länge von rund 30 Minuten. Pro Staffel werden rund 40 Teile produziert. Die vierte Staffel fiel mit 25 Episoden kürzer als gewöhnlich aus. Am 3. Februar 2019 lief mit Harsche Kritik die 1000. Folge der Serie.

## Übersicht

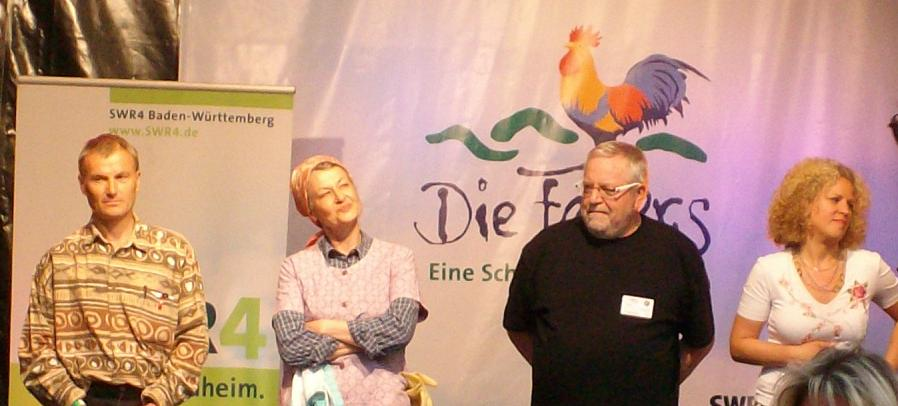
Peter Schell, Ursula Cantieni, Wolfgang Hepp, Christiane Brammer (2009)

| Staffel | Episodenanzahl | Erstausstrahlung | Erstausstrahlung |
| Staffel | Episodenanzahl | Staffelpremiere  | Staffelfinale    |
| ------- | -------------- | ---------------- | ---------------- |
| 1       | 44             | 25. Sep. 1994    | 23. Juli 1995    |
| 2       | 43             | 10. Sep. 1995    | 30. Juli 1996    |
| 3       | 43             | 15. Sep. 1996    | 6. Juli 1997     |
| 4       | 25             | 11. Jan. 1998    | 28. Juni 1998    |
| 5       | 42             | 13. Sep. 1998    | 27. Juni 1999    |
| 6       | 42             | 12. Sep. 1999    | 25. Juni 2000    |
| 7       | 42             | 10. Sep. 2000    | 1. Juli 2001     |
| 8       | 42             | 9. Sep. 2001     | 23. Juni 2002    |
| 9       | 43             | 15. Sep. 2002    | 6. Juli 2003     |
| 10      | 42             | 21. Sep. 2003    | 4. Juli 2004     |
| 11      | 42             | 12. Sep. 2004    | 26. Juni 2005    |
| 12      | 41             | 18. Sep. 2005    | 25. Juni 2006    |
| 13      | 42             | 17. Sep. 2006    | 1. Juli 2007     |
| 14      | 42             | 16. Sep. 2007    | 29. Juni 2008    |
| 15      | 42             | 14. Sep. 2008    | 28. Juni 2009    |
| 16      | 42             | 13. Sep. 2009    | 27. Juni 2010    |
| 17      | 41             | 12. Sep. 2010    | 19. Juni 2011    |
| 18      | 39             | 18. Sep. 2011    | 10. Juni 2012    |
| 19      | 40             | 16. Sep. 2012    | 16. Juni 2013    |
| 20      | 40             | 15. Sep. 2013    | 15. Juni 2014    |
| 21      | 40             | 14. Sep. 2014    | 14. Juni 2015    |
| 22      | 40             | 13. Sep. 2015    | 12. Juni 2016    |
| 23      | 40             | 11. Sep. 2016    | 11. Juni 2017    |
| 24      | 40             | 17. Sep. 2017    | 17. Juni 2018    |
| 25      | 42             | 16. Sep. 2018    | 30. Juni 2019    |
| 26      | 45             | 1. Sep. 2019     | 5. Juli 2020     |
| 27      | 41             | 6. Sep. 2020     | 13. Juni 2021    |
| 28      | 40             | 12. Sep. 2021    | 12. Juni 2022    |
| 29      | 40             | 11. Sep. 2022    | 11. Juni 2023    |
| 30      | 41             | 17. Sep. 2023    | 16. Juni 2024    |
| 31      | 40             | 15. Sep. 2024    | 10. Juni 2025    |

## Liste

### 1. Staffel
| Nr. (ges.) | Nr. (St.) | Originaltitel        | Erstausstrahlung Deutschland | Regie          | Drehbuch   | Link |
| ---------- | --------- | -------------------- | ---------------------------- | -------------- | ---------- | ---- |
| 1          | 1         | Neues Leben          | 25. Sep. 1994                | Ulrich König   | Ralph Bohn | Link |
| 2          | 2         | Das zweite Gesicht   | 2. Okt. 1994                 | —              | —          | Link |
| 3          | 3         | Die letzte Ölung     | 9. Okt. 1994                 | —              | —          | Link |
| 4          | 4         | Vater und Söhne      | 16. Okt. 1994                | —              | —          | Link |
| 5          | 5         | Der Glückstag        | 23. Okt. 1994                | —              | —          | Link |
| 6          | 6         | Licht und Schatten   | 30. Okt. 1994                | —              | —          | Link |
| 7          | 7         | Der Kunstfehler      | 6. Nov. 1994                 | —              | —          | Link |
| 8          | 8         | Die Heimkehr         | 13. Nov. 1994                | —              | —          | Link |
| 9          | 9         | Abschied             | 20. Nov. 1994                | —              | —          | Link |
| 10         | 10        | Böses Blut           | 27. Nov. 1994                | —              | —          | Link |
| 11         | 11        | Die Sitzung          | 4. Dez. 1994                 | —              | —          | Link |
| 12         | 12        | Höhere Gewalt        | 11. Dez. 1994                | —              | —          | Link |
| 13         | 13        | Heimlichkeiten       | 18. Dez. 1994                | —              | —          | Link |
| 14         | 14        | Stille Nacht         | 25. Dez. 1994                | —              | —          | Link |
| 15         | 15        | Silvesterreigen      | 1. Jan. 1995                 | Peter Wekwerth | Ralph Bohn | Link |
| 16         | 16        | Aufbruch             | 8. Jan. 1995                 | Peter Wekwerth | —          | Link |
| 17         | 17        | Abrechnung           | 15. Jan. 1995                | —              | —          | Link |
| 18         | 18        | Das Nachspiel        | 22. Jan. 1995                | —              | —          | Link |
| 19         | 19        | Weiße Flut           | 29. Jan. 1995                | —              | —          | Link |
| 20         | 20        | Zivilcourage         | 5. Feb. 1995                 | —              | —          | Link |
| 21         | 21        | Medienzeit           | 12. Feb. 1995                | —              | —          | Link |
| 22         | 22        | Der Spion            | 19. Feb. 1995                | —              | —          | Link |
| 23         | 23        | Milchfasnet          | 26. Feb. 1995                | —              | —          | Link |
| 24         | 24        | Üble Machenschaften  | 5. März 1995                 | —              | —          | Link |
| 25         | 25        | Nina                 | 12. März 1995                | —              | —          | Link |
| 26         | 26        | Nette Leute          | 19. März 1995                | —              | —          | Link |
| 27         | 27        | Der Streik           | 26. März 1995                | —              | —          | Link |
| 28         | 28        | Laissez faire        | 2. Apr. 1995                 | —              | —          | Link |
| 29         | 29        | Finderglück          | 9. Apr. 1995                 | —              | —          | Link |
| 30         | 30        | Grüße aus Afrika     | 16. Apr. 1995                | —              | —          | Link |
| 31         | 31        | Einspruch            | 23. Apr. 1995                | —              | —          | Link |
| 32         | 32        | Auf Messers Schneide | 30. Apr. 1995                | —              | —          | Link |
| 33         | 33        | Die Katastrophe      | 7. Mai 1995                  | —              | —          | Link |
| 34         | 34        | Holzweg              | 14. Mai 1995                 | —              | —          | Link |
| 35         | 35        | Aus heiterem Himmel  | 21. Mai 1995                 | —              | —          | Link |
| 36         | 36        | In den besten Jahren | 28. Mai 1995                 | —              | —          | Link |
| 37         | 37        | Schmollwinkel        | 4. Juni 1995                 | —              | —          | Link |
| 38         | 38        | Besuch aus England   | 11. Juni 1995                | —              | —          | Link |
| 39         | 39        | Helgoland            | 18. Juni 1995                | —              | —          | Link |
| 40         | 40        | Freund in Not        | 25. Juni 1995                | —              | —          | Link |
| 41         | 41        | Zuflucht             | 2. Juli 1995                 | —              | —          | Link |
| 42         | 42        | Vogelfrei            | 9. Juli 1995                 | —              | —          | Link |
| 43         | 43        | Abschied             | 16. Juli 1995                | —              | —          | Link |
| 44         | 44        | Fuchsjagd            | 23. Juli 1995                | —              | —          | Link |

### 2. Staffel
| Nr. (ges.) | Nr. (St.) | Originaltitel                   | Erstausstrahlung Deutschland | Regie          | Drehbuch | Link |
| ---------- | --------- | ------------------------------- | ---------------------------- | -------------- | -------- | ---- |
| 45         | 1         | Reisefieber                     | 10. Sep. 1995                | —              | —        | Link |
| 46         | 2         | Absturz                         | 17. Sep. 1995                | —              | —        | Link |
| 47         | 3         | Reitstunde                      | 24. Sep. 1995                | —              | —        | Link |
| 48         | 4         | Doppelleben                     | 1. Okt. 1995                 | —              | —        | Link |
| 49         | 5         | Schmerzgrenze                   | 8. Okt. 1995                 | —              | —        | Link |
| 50         | 6         | Männerwirtschaft                | 15. Okt. 1995                | —              | —        | Link |
| 51         | 7         | Christina                       | 22. Okt. 1995                | —              | —        | Link |
| 52         | 8         | Wendels Heimkehr                | 29. Okt. 1995                | —              | —        | Link |
| 53         | 9         | Vollmond                        | 5. Nov. 1995                 | —              | —        | Link |
| 54         | 10        | Wahlfieber                      | 12. Nov. 1995                | —              | —        | Link |
| 55         | 11        | Alleingang                      | 19. Nov. 1995                | —              | —        | Link |
| 56         | 12        | Zweikampf                       | 26. Nov. 1995                | —              | —        | Link |
| 57         | 13        | Wer andern eine Grube gräbt ... | 3. Dez. 1995                 | —              | —        | Link |
| 58         | 14        | Der erste Tag                   | 10. Dez. 1995                | —              | —        | Link |
| 59         | 15        | Sturmschäden                    | 17. Dez. 1995                | —              | —        | Link |
| 60         | 16        | Bescherung                      | 24. Dez. 1995                | —              | —        | Link |
| 61         | 17        | Die Verlobung                   | 31. Dez. 1995                | —              | —        | Link |
| 62         | 18        | Von Kräutern und Hexen          | 7. Jan. 1996                 | —              | —        | Link |
| 63         | 19        | Liebesmüh                       | 14. Jan. 1996                | —              | —        | Link |
| 64         | 20        | Fiebrige Herzen                 | 21. Jan. 1996                | —              | —        | Link |
| 65         | 21        | Offen für Neues                 | 28. Jan. 1996                | —              | —        | Link |
| 66         | 22        | Duell auf Französisch           | 4. Feb. 1996                 | —              | —        | Link |
| 67         | 23        | Im Clinch                       | 11. Feb. 1996                | —              | —        | Link |
| 68         | 24        | Narri, Narro                    | 18. Feb. 1996                | Peter Wekwerth | —        | Link |
| 69         | 25        | Wenn einer eine Reise tut       | 25. Feb. 1996                | Peter Wekwerth | —        | Link |
| 70         | 26        | Aller Anfang ist schwer         | 3. März 1996                 | Peter Wekwerth | —        | Link |
| 71         | 27        | Heimkehr                        | 10. März 1996                | —              | —        | Link |
| 72         | 28        | Stille Teilhaber                | 17. März 1996                | —              | —        | Link |
| 73         | 29        | Geheimnisvolle Kräfte           | 24. März 1996                | —              | —        | Link |
| 74         | 30        | Schlafstörungen                 | 31. März 1996                | —              | —        | Link |
| 75         | 31        | Wünsche einer Braut             | 7. Apr. 1996                 | —              | —        | Link |
| 76         | 32        | Junges Glück                    | 14. Apr. 1996                | —              | —        | Link |
| 77         | 33        | Heimweh                         | 21. Apr. 1996                | —              | —        | Link |
| 78         | 34        | Im Namen des Vaters             | 28. Apr. 1996                | —              | —        | Link |
| 79         | 35        | Zaunkönig                       | 5. Mai 1996                  | —              | —        | Link |
| 80         | 36        | Wurzel                          | 12. Mai 1996                 | —              | —        | Link |
| 81         | 37        | Maikonzert                      | 19. Mai 1996                 | —              | —        | Link |
| 82         | 38        | Wendepunkt                      | 26. Mai 1996                 | —              | —        | Link |
| 83         | 39        | Die Tierarzthelferin            | 2. Juli 1996                 | —              | —        | Link |
| 84         | 40        | Der Coup                        | 9. Juli 1996                 | —              | —        | Link |
| 85         | 41        | Kain und Abel                   | 16. Juli 1996                | —              | —        | Link |
| 86         | 42        | Von Hunden und Gänsen           | 23. Juli 1996                | —              | —        | Link |
| 87         | 43        | Spielwiese                      | 30. Juli 1996                | —              | —        | Link |

### 3. Staffel
| Nr. (ges.) | Nr. (St.) | Originaltitel               | Erstausstrahlung Deutschland | Regie | Drehbuch | Link |
| ---------- | --------- | --------------------------- | ---------------------------- | ----- | -------- | ---- |
| 88         | 1         | Der Neue                    | 15. Sep. 1996                | —     | —        | Link |
| 89         | 2         | Filet Wellington            | 22. Sep. 1996                | —     | —        | Link |
| 90         | 3         | Der verlorene Vater         | 29. Sep. 1996                | —     | —        | Link |
| 91         | 4         | Turbulenzen                 | 6. Okt. 1996                 | —     | —        | Link |
| 92         | 5         | Lektionen                   | 13. Okt. 1996                | —     | —        | Link |
| 93         | 6         | Erinnerungen                | 20. Okt. 1996                | —     | —        | Link |
| 94         | 7         | Letzte Frist                | 27. Okt. 1996                | —     | —        | Link |
| 95         | 8         | Das Wundermittel            | 3. Nov. 1996                 | —     | —        | Link |
| 96         | 9         | Neuer Kurs                  | 10. Nov. 1996                | —     | —        | Link |
| 97         | 10        | Kompetenzen                 | 17. Nov. 1996                | —     | —        | Link |
| 98         | 11        | Geisterstunde               | 24. Nov. 1996                | —     | —        | Link |
| 99         | 12        | Vetterleswirtschaft         | 1. Dez. 1996                 | —     | —        | Link |
| 100        | 13        | Geschäftsbeziehungen        | 8. Dez. 1996                 | —     | —        | Link |
| 101        | 14        | Oh, Tannenbaum              | 15. Dez. 1996                | —     | —        | Link |
| 102        | 15        | Eine heile Familie          | 22. Dez. 1996                | —     | —        | Link |
| 103        | 16        | Umstände                    | 29. Dez. 1996                | —     | —        | Link |
| 104        | 17        | Kindersegen                 | 5. Jan. 1997                 | —     | —        | Link |
| 105        | 18        | Zumutung                    | 12. Jan. 1997                | —     | —        | Link |
| 106        | 19        | Eins-Zwei-Drei              | 19. Jan. 1997                | —     | —        | Link |
| 107        | 20        | Von Hühnern und Schnäpsen   | 26. Jan. 1997                | —     | —        | Link |
| 108        | 21        | Kredit                      | 2. Feb. 1997                 | —     | —        | Link |
| 109        | 22        | Narri, Narro II             | 9. Feb. 1997                 | —     | —        | Link |
| 110        | 23        | Nach 13 Jahren              | 16. Feb. 1997                | —     | —        | Link |
| 111        | 24        | Kinderliebe                 | 23. Feb. 1997                | —     | —        | Link |
| 112        | 25        | Adios                       | 2. März 1997                 | —     | —        | Link |
| 113        | 26        | Nebenwirkungen              | 9. März 1997                 | —     | —        | Link |
| 114        | 27        | Verlorenes Leben            | 16. März 1997                | —     | —        | Link |
| 115        | 28        | Wasserspiele                | 23. März 1997                | —     | —        | Link |
| 116        | 29        | Nachforschung               | 30. März 1997                | —     | —        | Link |
| 117        | 30        | Rausschmiss                 | 6. Apr. 1997                 | —     | —        | Link |
| 118        | 31        | Revanche                    | 13. Apr. 1997                | —     | —        | Link |
| 119        | 32        | Zum Kuckuck                 | 20. Apr. 1997                | —     | —        | Link |
| 120        | 33        | Reise ohne Wiederkehr       | 27. Apr. 1997                | —     | —        | Link |
| 121        | 34        | Wer Wind sät ...            | 4. Mai 1997                  | —     | —        | Link |
| 122        | 35        | Muttertag                   | 11. Mai 1997                 | —     | —        | Link |
| 123        | 36        | Kleine Wunder               | 18. Mai 1997                 | —     | —        | Link |
| 124        | 37        | Premiere                    | 25. Mai 1997                 | —     | —        | Link |
| 125        | 38        | Liebe im Herbst             | 1. Juni 1997                 | —     | —        | Link |
| 126        | 39        | Markttreiben                | 8. Juni 1997                 | —     | —        | Link |
| 127        | 40        | Über den Wolken             | 15. Juni 1997                | —     | —        | Link |
| 128        | 41        | Die Einweihung              | 22. Juni 1997                | —     | —        | Link |
| 129        | 42        | Fluchtgedanken              | 29. Juni 1997                | —     | —        | Link |
| 130        | 43        | Besuch aus der Lindenstraße | 6. Juli 1997                 | —     | —        | Link |

### 4. Staffel
| Nr. (ges.) | Nr. (St.) | Originaltitel                 | Erstausstrahlung Deutschland | Regie | Drehbuch | Link |
| ---------- | --------- | ----------------------------- | ---------------------------- | ----- | -------- | ---- |
| 131        | 1         | Helga Beimers Schwarzwaldtour | 11. Jan. 1998                | —     | —        | Link |
| 132        | 2         | Klimmzüge                     | 18. Jan. 1998                | —     | —        | Link |
| 133        | 3         | Dichterehre                   | 25. Jan. 1998                | —     | —        | Link |
| 134        | 4         | Glatteis                      | 1. Feb. 1998                 | —     | —        | Link |
| 135        | 5         | Von Masken und Menschen       | 8. Feb. 1998                 | —     | —        | Link |
| 136        | 6         | Revierkampf                   | 15. Feb. 1998                | —     | —        | Link |
| 137        | 7         | Narri, Narro III              | 22. Feb. 1998                | —     | —        | Link |
| 138        | 8         | Bettentausch                  | 1. März 1998                 | —     | —        | Link |
| 139        | 9         | Im schwarzen Walde            | 8. März 1998                 | —     | —        | Link |
| 140        | 10        | Ein dickes Ding               | 15. März 1998                | —     | —        | Link |
| 141        | 11        | Schlagabtausch                | 22. März 1998                | —     | —        | Link |
| 142        | 12        | Kleinholz                     | 29. März 1998                | —     | —        | Link |
| 143        | 13        | Einsame Entschlüsse           | 5. Apr. 1998                 | —     | —        | Link |
| 144        | 14        | Auszeit                       | 12. Apr. 1998                | —     | —        | Link |
| 145        | 15        | Gerüchteküche                 | 19. Apr. 1998                | —     | —        | Link |
| 146        | 16        | Kuhhandel                     | 26. Apr. 1998                | —     | —        | Link |
| 147        | 17        | Abkehr                        | 3. Mai 1998                  | —     | —        | Link |
| 148        | 18        | Höhenflug                     | 10. Mai 1998                 | —     | —        | Link |
| 149        | 19        | Taxi zum Hof                  | 17. Mai 1998                 | —     | —        | Link |
| 150        | 20        | Schuld und Sühne              | 24. Mai 1998                 | —     | —        | Link |
| 151        | 21        | Kesseltreiben                 | 31. Mai 1998                 | —     | —        | Link |
| 152        | 22        | Nachhilfe                     | 7. Juni 1998                 | —     | —        | Link |
| 153        | 23        | Besuch aus Caracas            | 14. Juni 1998                | —     | —        | Link |
| 154        | 24        | Feuer und Flamme              | 21. Juni 1998                | —     | —        | Link |
| 155        | 25        | Im Namen des Volkes           | 28. Juni 1998                | —     | —        | Link |

### 5. Staffel
| Nr. (ges.) | Nr. (St.) | Originaltitel             | Erstausstrahlung Deutschland | Regie          | Drehbuch   | Link |
| ---------- | --------- | ------------------------- | ---------------------------- | -------------- | ---------- | ---- |
| 156        | 1         | Versteckspiel             | 13. Sep. 1998                | —              | —          | Link |
| 157        | 2         | Am Ende                   | 20. Sep. 1998                | —              | —          | Link |
| 158        | 3         | Wunder Punkt              | 27. Sep. 1998                | —              | —          | Link |
| 159        | 4         | Planspiele                | 4. Okt. 1998                 | —              | —          | Link |
| 160        | 5         | Waidmannsheil             | 11. Okt. 1998                | —              | —          | Link |
| 161        | 6         | Jagdfieber                | 18. Okt. 1998                | —              | —          | Link |
| 162        | 7         | Fröhlicher Alltag         | 25. Okt. 1998                | —              | —          | Link |
| 163        | 8         | Neues Spiel – Neues Glück | 1. Nov. 1998                 | —              | —          | Link |
| 164        | 9         | Der Heimkehrer            | 8. Nov. 1998                 | —              | —          | Link |
| 165        | 10        | Tag der Abrechnung        | 15. Nov. 1998                | —              | —          | Link |
| 166        | 11        | Der Riss                  | 22. Nov. 1998                | —              | —          | Link |
| 167        | 12        | Cocker                    | 29. Nov. 1998                | —              | —          | Link |
| 168        | 13        | Nikolaus                  | 6. Dez. 1998                 | —              | —          | Link |
| 169        | 14        | Das zweite Ja-Wort        | 13. Dez. 1998                | Michael Werlin | Leo Hiemer | Link |
| 170        | 15        | Wege nach Rom             | 20. Dez. 1998                | —              | —          | Link |
| 171        | 16        | Frohe Weihnacht           | 27. Dez. 1998                | —              | —          | Link |
| 172        | 17        | Prosit Neujahr!           | 3. Jan. 1999                 | —              | —          | Link |
| 173        | 18        | Gegenwind                 | 10. Jan. 1999                | —              | —          | Link |
| 174        | 19        | Wegsuche                  | 17. Jan. 1999                | —              | —          | Link |
| 175        | 20        | Alles oder nichts         | 24. Jan. 1999                | —              | —          | Link |
| 176        | 21        | Achterbahn                | 31. Jan. 1999                | —              | —          | Link |
| 177        | 22        | Kopfgeld                  | 7. Feb. 1999                 | —              | —          | Link |
| 178        | 23        | Narri, Narro IV           | 14. Feb. 1999                | —              | —          | Link |
| 179        | 24        | Glücksspiel               | 21. Feb. 1999                | —              | —          | Link |
| 180        | 25        | Alptraum                  | 28. Feb. 1999                | —              | —          | Link |
| 181        | 26        | Himmel und Hölle          | 7. März 1999                 | —              | —          | Link |
| 182        | 27        | King Kong                 | 14. März 1999                | —              | —          | Link |
| 183        | 28        | Frühlingserwachen         | 21. März 1999                | —              | —          | Link |
| 184        | 29        | Das Rezept                | 28. März 1999                | —              | —          | Link |
| 185        | 30        | Frohe Ostern              | 4. Apr. 1999                 | —              | —          | Link |
| 186        | 31        | Weinprobe                 | 11. Apr. 1999                | —              | —          | Link |
| 187        | 32        | Blitzbesuch               | 18. Apr. 1999                | —              | —          | Link |
| 188        | 33        | Familienbande             | 25. Apr. 1999                | —              | —          | Link |
| 189        | 34        | Irrungen, Wirrungen       | 2. Mai 1999                  | —              | —          | Link |
| 190        | 35        | Lug und Trug              | 9. Mai 1999                  | —              | —          | Link |
| 191        | 36        | Gipfelsturm               | 16. Mai 1999                 | —              | —          | Link |
| 192        | 37        | Alles neu macht der Mai   | 23. Mai 1999                 | —              | —          | Link |
| 193        | 38        | Der kleine Tramp          | 30. Mai 1999                 | —              | —          | Link |
| 194        | 39        | Am Leben vorbei           | 6. Juni 1999                 | —              | —          | Link |
| 195        | 40        | Zeit des Schweigens       | 13. Juni 1999                | —              | —          | Link |
| 196        | 41        | Christinas Tagebuch       | 20. Juni 1999                | —              | —          | Link |
| 197        | 42        | In stiller Trauer         | 27. Juni 1999                | —              | —          | Link |

### 6. Staffel
| Nr. (ges.) | Nr. (St.) | Originaltitel                     | Erstausstrahlung Deutschland | Regie          | Drehbuch                      | Link |
| ---------- | --------- | --------------------------------- | ---------------------------- | -------------- | ----------------------------- | ---- |
| 198        | 1         | Schuldfragen                      | 12. Sep. 1999                | —              | —                             | Link |
| 199        | 2         | Auf der Flucht                    | 19. Sep. 1999                | —              | —                             | Link |
| 200        | 3         | Zweihundert                       | 26. Sep. 1999                | Peter Wekwerth | Leo Hiemer                    | Link |
| 201        | 4         | Verloren                          | 3. Okt. 1999                 | —              | —                             | Link |
| 202        | 5         | Zukunftsmusik                     | 10. Okt. 1999                | —              | —                             | Link |
| 203        | 6         | Willi                             | 17. Okt. 1999                | —              | —                             | Link |
| 204        | 7         | Scheideweg                        | 24. Okt. 1999                | —              | —                             | Link |
| 205        | 8         | Not am Mann                       | 31. Okt. 1999                | —              | —                             | Link |
| 206        | 9         | Schützenhilfe                     | 7. Nov. 1999                 | —              | —                             | Link |
| 207        | 10        | Verborgene Werte                  | 14. Nov. 1999                | —              | —                             | Link |
| 208        | 11        | Kunstraub                         | 21. Nov. 1999                | —              | —                             | Link |
| 209        | 12        | Geben und nehmen                  | 28. Nov. 1999                | —              | —                             | Link |
| 210        | 13        | Auf Biegen und Brechen            | 5. Dez. 1999                 | Sebastian Monk | Leo Hiemer                    | Link |
| 211        | 14        | Drum prüfet, wer sich ewig bindet | 12. Dez. 1999                | —              | —                             | Link |
| 212        | 15        | Scherbenhaufen                    | 19. Dez. 1999                | —              | —                             | Link |
| 213        | 16        | Zweisamkeit                       | 26. Dez. 1999                | Sebastian Monk | Tamara Staudt                 | Link |
| 214        | 17        | Das neue Jahrtausend              | 2. Jan. 2000                 | Adalbert Plica | Tamara Staudt                 | Link |
| 215        | 18        | Probe aufs Exempel                | 9. Jan. 2000                 | —              | —                             | Link |
| 216        | 19        | Die rote Chile                    | 16. Jan. 2000                | —              | —                             | Link |
| 217        | 20        | Verschnupft                       | 23. Jan. 2000                | —              | —                             | Link |
| 218        | 21        | Kalte Dusche                      | 30. Jan. 2000                | —              | —                             | Link |
| 219        | 22        | Mit harten Bandagen               | 6. Feb. 2000                 | —              | —                             | Link |
| 220        | 23        | Schlag ins Wasser                 | 13. Feb. 2000                | —              | —                             | Link |
| 221        | 24        | Erstens kommt es anders           | 20. Feb. 2000                | —              | —                             | Link |
| 222        | 25        | Fasnetslaunen                     | 27. Feb. 2000                | —              | —                             | Link |
| 223        | 26        | Narri, Narro V                    | 5. März 2000                 | —              | —                             | Link |
| 224        | 27        | Das Geheimnis                     | 12. März 2000                | —              | —                             | Link |
| 225        | 28        | Bittere Wahrheit                  | 19. März 2000                | —              | —                             | Link |
| 226        | 29        | Sturm im Wasserglas               | 26. März 2000                | —              | —                             | Link |
| 227        | 30        | Volkes Stimme                     | 2. Apr. 2000                 | Adalbert Plica | Cordula Behrendt, Roland Lang | Link |
| 228        | 31        | Medienzirkus                      | 9. Apr. 2000                 | Adalbert Plica | Cordula Behrendt, Roland Lang | Link |
| 229        | 32        | Der kleine Prinz                  | 16. Apr. 2000                | Adalbert Plica | Cordula Behrendt, Roland Lang | Link |
| 230        | 33        | Osterüberraschungen               | 23. Apr. 2000                | Adalbert Plica | Cordula Behrendt, Roland Lang | Link |
| 231        | 34        | Zugzwang                          | 30. Apr. 2000                | Adalbert Plica | Cordula Behrendt, Roland Lang | Link |
| 232        | 35        | Übertreibungen                    | 7. Mai 2000                  | Adalbert Plica | Cordula Behrendt, Roland Lang | Link |
| 233        | 36        | Tapetenwechsel                    | 14. Mai 2000                 | Adalbert Plica | Cordula Behrendt, Roland Lang | Link |
| 234        | 37        | Hausordnung                       | 21. Mai 2000                 | Adalbert Plica | Cordula Behrendt, Roland Lang | Link |
| 235        | 38        | Alles ist möglich                 | 28. Mai 2000                 | Adalbert Plica | Cordula Behrendt, Roland Lang | Link |
| 236        | 39        | Kurschatten                       | 4. Juni 2000                 | Adalbert Plica | Cordula Behrendt, Roland Lang | Link |
| 237        | 40        | Schicksal                         | 11. Juni 2000                | Adalbert Plica | Cordula Behrendt, Roland Lang | Link |
| 238        | 41        | Wilhelms Heimkehr                 | 18. Juni 2000                | Adalbert Plica | Cordula Behrendt, Roland Lang | Link |
| 239        | 42        | Willkommen daheim                 | 25. Juni 2000                | Adalbert Plica | Cordula Behrendt, Roland Lang | Link |

### 7. Staffel
| Nr. (ges.) | Nr. (St.) | Originaltitel                | Erstausstrahlung Deutschland | Regie          | Drehbuch                      | Link |
| ---------- | --------- | ---------------------------- | ---------------------------- | -------------- | ----------------------------- | ---- |
| 240        | 1         | Offene Wege                  | 10. Sep. 2000                | Adalbert Plica | Cordula Behrendt, Roland Lang | Link |
| 241        | 2         | Zerrissene Herzen            | 17. Sep. 2000                | Adalbert Plica | Cordula Behrendt, Roland Lang | Link |
| 242        | 3         | Entschuldigungen             | 24. Sep. 2000                | Adalbert Plica | Cordula Behrendt, Roland Lang | Link |
| 243        | 4         | Erntedank                    | 1. Okt. 2000                 | Adalbert Plica | Cordula Behrendt, Roland Lang | Link |
| 244        | 5         | Unter Brüdern                | 8. Okt. 2000                 | Adalbert Plica | Cordula Behrendt, Roland Lang | Link |
| 245        | 6         | Absage                       | 15. Okt. 2000                | Adalbert Plica | Cordula Behrendt, Roland Lang | Link |
| 246        | 7         | Zwei Gesichter               | 22. Okt. 2000                | Adalbert Plica | Cordula Behrendt, Roland Lang | Link |
| 247        | 8         | Lügen haben kurze Beine      | 29. Okt. 2000                | Adalbert Plica | Cordula Behrendt, Roland Lang | Link |
| 248        | 9         | Dreieinigkeit                | 5. Nov. 2000                 | Adalbert Plica | Cordula Behrendt, Roland Lang | Link |
| 249        | 10        | Kommen und Gehen             | 12. Nov. 2000                | Adalbert Plica | Cordula Behrendt, Roland Lang | Link |
| 250        | 11        | Wilhelm Faller               | 19. Nov. 2000                | Adalbert Plica | Cordula Behrendt, Roland Lang | Link |
| 251        | 12        | Der Schatten des Vaters      | 26. Nov. 2000                | Adalbert Plica | Cordula Behrendt, Roland Lang | Link |
| 252        | 13        | Alles bleibt anders          | 3. Dez. 2000                 | Adalbert Plica | Cordula Behrendt, Roland Lang | Link |
| 253        | 14        | Falscher Hase                | 10. Dez. 2000                | Adalbert Plica | Cordula Behrendt, Roland Lang | Link |
| 254        | 15        | Drachenfutter                | 17. Dez. 2000                | Adalbert Plica | Cordula Behrendt, Roland Lang | Link |
| 255        | 16        | Lieber, guter Weihnachtsmann | 24. Dez. 2000                | Jochen Nitsch  | —                             | Link |
| 256        | 17        | Jahreswechsel                | 31. Dez. 2000                | —              | —                             | Link |
| 257        | 18        | Die Entscheidung             | 7. Jan. 2001                 | —              | —                             | Link |
| 258        | 19        | Der Skandal                  | 14. Jan. 2001                | —              | —                             | Link |
| 259        | 20        | Das Testament                | 21. Jan. 2001                | —              | —                             | Link |
| 260        | 21        | Moderne Zeiten               | 28. Jan. 2001                | —              | —                             | Link |
| 261        | 22        | Die Axt im Walde             | 4. Feb. 2001                 | —              | —                             | Link |
| 262        | 23        | Konkurrenzkampf              | 11. Feb. 2001                | —              | —                             | Link |
| 263        | 24        | Der Preis der Freiheit       | 18. Feb. 2001                | —              | —                             | Link |
| 264        | 25        | Narri, Narro VI              | 25. Feb. 2001                | —              | —                             | Link |
| 265        | 26        | Der Basar                    | 4. März 2001                 | —              | —                             | Link |
| 266        | 27        | Wohnungsnot                  | 11. März 2001                | —              | —                             | Link |
| 267        | 28        | Rummelplatz                  | 18. März 2001                | —              | —                             | Link |
| 268        | 29        | Treue Gefährten              | 1. Apr. 2001                 | —              | —                             | Link |
| 269        | 30        | Gut Holz                     | 8. Apr. 2001                 | —              | —                             | Link |
| 270        | 31        | Der Hauch der Geschichte     | 15. Apr. 2001                | —              | —                             | Link |
| 271        | 32        | Eiertanz                     | 22. Apr. 2001                | —              | —                             | Link |
| 272        | 33        | Liebe auf den ersten Blick   | 29. Apr. 2001                | —              | —                             | Link |
| 273        | 34        | Der Maibaum                  | 6. Mai 2001                  | —              | —                             | Link |
| 274        | 35        | Schuldenfalle                | 13. Mai 2001                 | —              | —                             | Link |
| 275        | 36        | Überraschungsgast            | 20. Mai 2001                 | —              | —                             | Link |
| 276        | 37        | Bei aller Liebe              | 27. Mai 2001                 | —              | —                             | Link |
| 277        | 38        | In banger Erwartung          | 3. Juni 2001                 | —              | —                             | Link |
| 278        | 39        | Ambitionen                   | 10. Juni 2001                | —              | —                             | Link |
| 279        | 40        | Bewährungsprobe              | 17. Juni 2001                | —              | —                             | Link |
| 280        | 41        | Familienzuwachs              | 24. Juni 2001                | —              | —                             | Link |
| 281        | 42        | Eine große Familie           | 1. Juli 2001                 | —              | —                             | Link |

### 8. Staffel
| Nr. (ges.) | Nr. (St.) | Originaltitel             | Erstausstrahlung Deutschland | Regie                | Drehbuch                       | Link |
| ---------- | --------- | ------------------------- | ---------------------------- | -------------------- | ------------------------------ | ---- |
| 282        | 1         | Die Strategie             | 9. Sep. 2001                 | —                    | —                              | Link |
| 283        | 2         | Erster Schultag           | 16. Sep. 2001                | Adalbert Plica       | Tamara Staudt                  | Link |
| 284        | 3         | Enttäuschung              | 23. Sep. 2001                | —                    | —                              | Link |
| 285        | 4         | Bittere Ernte             | 30. Sep. 2001                | —                    | —                              | Link |
| 286        | 5         | Zweite Chance             | 7. Okt. 2001                 | —                    | —                              | Link |
| 287        | 6         | Das Luftschloss           | 14. Okt. 2001                | —                    | —                              | Link |
| 288        | 7         | Von Helden und Hühnern    | 21. Okt. 2001                | —                    | —                              | Link |
| 289        | 8         | Ritterspiele              | 28. Okt. 2001                | —                    | —                              | Link |
| 290        | 9         | Von Blumen und Bienen     | 4. Nov. 2001                 | —                    | —                              | Link |
| 291        | 10        | Frühschicht               | 11. Nov. 2001                | —                    | —                              | Link |
| 292        | 11        | Rückschlag                | 18. Nov. 2001                | —                    | —                              | Link |
| 293        | 12        | Hoffnungsschimmer         | 25. Nov. 2001                | —                    | —                              | Link |
| 294        | 13        | Hochmut                   | 2. Dez. 2001                 | Alexander Wiedl      | Lieselotte Kinskofer           | Link |
| 295        | 14        | Schlechte Verlierer       | 9. Dez. 2001                 | Alexander Wiedl      | Lieselotte Kinskofer           | Link |
| 296        | 15        | Krisenmanagement          | 16. Dez. 2001                | Alexander Wiedl      | Sigrun Deuerer                 | Link |
| 297        | 16        | Weihnachtsengel           | 23. Dez. 2001                | Alexander Wiedl      | —                              | Link |
| 298        | 17        | Wie dem auch sei, 2002    | 30. Dez. 2001                | Alexander Wiedl      | Christiane Jörger-Stark        | Link |
| 299        | 18        | Eigeninitiative           | 6. Jan. 2002                 | Alexander Wiedl      | Sigrun Deuerer                 | Link |
| 300        | 19        | Aus dem Lot               | 13. Jan. 2002                | Alexander Wiedl      | Ralph Ströhle, Marcus Rauch    | Link |
| 301        | 20        | Nach dem Sturm            | 20. Jan. 2002                | Alexander Wiedl      | Ralph Ströhle, Marcus Rauch    | Link |
| 302        | 21        | Tödliches Risiko          | 27. Jan. 2002                | Alexander Wiedl      | Cordula Behrendt, Tobias Jost  | Link |
| 303        | 22        | Im Sternbild des Löwen    | 3. Feb. 2002                 | Alexander Wiedl      | Thomas Baumann                 | Link |
| 304        | 23        | Narri, Narro VII          | 10. Feb. 2002                | Alexander Wiedl      | Cordula Behrendt, Tobias Jost  | Link |
| 305        | 24        | Badischer Sauerbraten     | 17. Feb. 2002                | Alexander Wiedl      | Marcus Rauch, Sigrun Deuerer   | Link |
| 306        | 25        | Herzklopfen               | 24. Feb. 2002                | Michael Werlin       | Christine Jörger-Stark         | Link |
| 307        | 26        | Nix wie weg               | 3. März 2002                 | Alexander Wiedl      | Marcus Rauch                   | Link |
| 308        | 27        | Angebot und Nachfrage     | 10. März 2002                | Michael Werlin       | Jörg Jurgel                    | Link |
| 309        | 28        | Augenblicke               | 17. März 2002                | Alexander Wiedl      | Cordula Behrendt, Tobias Jost  | Link |
| 310        | 29        | Schwere Entscheidung      | 24. März 2002                | Alexander Wiedl      | Thomas Baumann                 | Link |
| 311        | 30        | Blutsbrüder               | 31. März 2002                | Michael Werlin       | Hugo Rendler                   | Link |
| 312        | 31        | Brot und Salz             | 7. Apr. 2002                 | Michael Werlin       | Cordula Behrendt, Tobias Jost  | Link |
| 313        | 32        | Das Verhör                | 14. Apr. 2002                | Michael Werlin       | Lieselotte Kinskofer           | Link |
| 314        | 33        | Hamster und andere Helden | 21. Apr. 2002                | Michael Werlin       | Marcus Rauch                   | Link |
| 315        | 34        | Das jüngste Gerücht       | 28. Apr. 2002                | Michael Werlin       | Marcus Rauch                   | Link |
| 316        | 35        | Viel Feind, viel Ehr'     | 5. Mai 2002                  | Dieter Schlotterbeck | Thomas Baumann, Sigrun Deuerer | Link |
| 317        | 36        | Die Firma                 | 12. Mai 2002                 | Jochen Nitsch        | Sigrun Deuerer                 | Link |
| 318        | 37        | Guter Rat                 | 19. Mai 2002                 | Jochen Nitsch        | Christiane Jörger-Stark        | Link |
| 319        | 38        | Der richtige Zeitpunkt    | 26. Mai 2002                 | Jochen Nitsch        | —                              | Link |
| 320        | 39        | Ton ab!                   | 2. Juni 2002                 | Jochen Nitsch        | Lieselotte Kinskofer           | Link |
| 321        | 40        | Internetcafe              | 9. Juni 2002                 | Jochen Nitsch        | Jörg Jurgel                    | Link |
| 322        | 41        | Stammgast                 | 16. Juni 2002                | Jochen Nitsch        | Cordula Behrendt, Tobias Jost  | Link |
| 323        | 42        | Urlaubsreif               | 23. Juni 2002                | Jochen Nitsch        | Hugo Rendler                   | Link |

### 9. Staffel
| Nr. (ges.) | Nr. (St.) | Originaltitel             | Erstausstrahlung Deutschland | Regie                | Drehbuch                         | Link |
| ---------- | --------- | ------------------------- | ---------------------------- | -------------------- | -------------------------------- | ---- |
| 324        | 1         | 50 Jahre                  | 15. Sep. 2002                | Adalbert Plica       | Sigrun Deuerer                   | Link |
| 325        | 2         | Brot und Käse             | 22. Sep. 2002                | Adalbert Plica       | Lieselotte Kinskofer             | Link |
| 326        | 3         | Markt der Eitelkeiten     | 29. Sep. 2002                | Adalbert Plica       | Marcus Rauch, Ralph Ströhle      | Link |
| 327        | 4         | Das Siegerfoto            | 6. Okt. 2002                 | Adalbert Plica       | Marcus Rauch                     | Link |
| 328        | 5         | Jedermannschießen         | 13. Okt. 2002                | Adalbert Plica       | Jörg Jurgel                      | Link |
| 329        | 6         | Bauernaufstand            | 20. Okt. 2002                | Adalbert Plica       | Tamara Staudt                    | Link |
| 330        | 7         | Verschollen               | 27. Okt. 2002                | Adalbert Plica       | Tobias Jost, Cordula Behrendt    | Link |
| 331        | 8         | Novembertag               | 3. Nov. 2002                 | Daniel Schlotterbeck | Sigrun Deuerer                   | Link |
| 332        | 9         | Mutmaßungen               | 10. Nov. 2002                | Daniel Schlotterbeck | Christiane Jörger-Stark          | Link |
| 333        | 10        | Ahnungslos                | 17. Nov. 2002                | Daniel Schlotterbeck | Roland Lang                      | Link |
| 334        | 11        | Schlachtfest              | 24. Nov. 2002                | Daniel Schlotterbeck | Lieselotte Kinskofer             | Link |
| 335        | 12        | Zweite Wahl               | 1. Dez. 2002                 | Daniel Schlotterbeck | Ralph Ströhle, Marcus Rauch      | Link |
| 336        | 13        | Neuer Anfang              | 8. Dez. 2002                 | Daniel Schlotterbeck | Tamara Staudt                    | Link |
| 337        | 14        | Mund-Art                  | 15. Dez. 2002                | Dieter Schlotterbeck | Cordula Behrendt                 | Link |
| 338        | 15        | Der perfekte Baum         | 22. Dez. 2002                | Dieter Schlotterbeck | Sigrun Deuerer, Marcus Rauch     | Link |
| 339        | 16        | Brüder                    | 29. Dez. 2002                | Daniel Schlotterbeck | Sigrun Deuerer                   | Link |
| 340        | 17        | Gute Vorsätze             | 5. Jan. 2003                 | Karsten Wichniarz    | Christiane Jörger-Stark          | Link |
| 341        | 18        | Unverhofft                | 12. Jan. 2003                | Karsten Wichniarz    | Ralph Ströhle, Marcus Rauch      | Link |
| 342        | 19        | Pech im Glück             | 19. Jan. 2003                | Karsten Wichniarz    | Ralph Ströhle, Marcus Rauch      | Link |
| 343        | 20        | Dichterlesung             | 26. Jan. 2003                | Karsten Wichniarz    | Ralph Ströhle, Marcus Rauch      | Link |
| 344        | 21        | Reiselust                 | 2. Feb. 2003                 | Karsten Wichniarz    | Lieselotte Kinskofer             | Link |
| 345        | 22        | Fremde Nähe               | 9. Feb. 2003                 | Karsten Wichniarz    | Cordula Behrendt, Tobias Jost    | Link |
| 346        | 23        | Unbegrenzte Möglichkeiten | 16. Feb. 2003                | Karsten Wichniarz    | Jörg Jurgel                      | Link |
| 347        | 24        | Große Pläne               | 23. Feb. 2003                | Karsten Wichniarz    | Cordula Behrendt, Tobias Jost    | Link |
| 348        | 25        | Eisige Fluten             | 2. März 2003                 | Michael Werlin       | Marcus Rauch, Hugo Rendler       | Link |
| 349        | 26        | Koma                      | 9. März 2003                 | Michael Werlin       | Lieselotte Kinskofer             | Link |
| 350        | 27        | Neue Freunde              | 16. März 2003                | Michael Werlin       | Tamara Staudt                    | Link |
| 351        | 28        | Dissonanzen               | 23. März 2003                | Michael Werlin       | Cordula Behrendt, Roland Lang    | Link |
| 352        | 29        | 48 Stunden                | 30. März 2003                | Michael Werlin       | Sigrun de Pascalis, Marcus Rauch | Link |
| 353        | 30        | Bittere Medizin           | 6. Apr. 2003                 | Michael Werlin       | Sigrun de Pascalis, Marcus Rauch | Link |
| 354        | 31        | Nachwehen                 | 13. Apr. 2003                | Michael Werlin       | Jörg Jurgel                      | Link |
| 355        | 32        | Die neue Kollegin         | 20. Apr. 2003                | Michael Werlin       | Christiane Jörger-Stark          | Link |
| 356        | 33        | Menschen im Hotel         | 27. Apr. 2003                | Michael Werlin       | Ralph Ströhle, Marcus Rauch      | Link |
| 357        | 34        | Teufelszeug               | 4. Mai 2003                  | Alexander Wiedl      | Lieselotte Kinskofer             | Link |
| 358        | 35        | Kampfgeist                | 11. Mai 2003                 | Alexander Wiedl      | Sigrun de Pascalis               | Link |
| 359        | 36        | Drei Grazien              | 18. Mai 2003                 | Alexander Wiedl      | Cordula Behrendt, Tobias Jost    | Link |
| 360        | 37        | Schönheitsfragen          | 25. Mai 2003                 | Alexander Wiedl      | Cordula Behrendt                 | Link |
| 361        | 38        | Seitenspringer            | 1. Juni 2003                 | Alexander Wiedl      | Marcus Rauch, Ralph Ströhle      | Link |
| 362        | 39        | Aus und vorbei            | 8. Juni 2003                 | Alexander Wiedl      | —                                | Link |
| 363        | 40        | Bei aller Liebe           | 15. Juni 2003                | Alexander Wiedl      | Jörg Jurgel                      | Link |
| 364        | 41        | Zwischen Himmel und Erde  | 22. Juni 2003                | Alexander Wiedl      | —                                | Link |
| 365        | 42        | Rendezvous                | 29. Juni 2003                | Alexander Wiedl      | Jörg Jurgel                      | Link |
| 366        | 43        | (F)allerlei               | 6. Juli 2003                 | —                    | —                                | Link |

### 10. Staffel
| Nr. (ges.) | Nr. (St.) | Originaltitel          | Erstausstrahlung Deutschland | Regie                | Drehbuch                         | Link |
| ---------- | --------- | ---------------------- | ---------------------------- | -------------------- | -------------------------------- | ---- |
| 367        | 1         | Make-up                | 21. Sep. 2003                | Daniel Anderson      | Sigrun de Pascalis               | Link |
| 368        | 2         | Unten am Fluss         | 28. Sep. 2003                | Daniel Anderson      | Cordula Behrendt, Tobias Jost    | Link |
| 369        | 3         | Hans im Glück          | 5. Okt. 2003                 | Daniel Anderson      | Ralph Ströhle, Marcus Rauch      | Link |
| 370        | 4         | Führungswechsel        | 12. Okt. 2003                | Daniel Anderson      | Sigrun de Pascalis, Marcus Rauch | Link |
| 371        | 5         | Forellenhof            | 19. Okt. 2003                | Daniel Anderson      | Marcus Rauch, Ralph Ströhle      | Link |
| 372        | 6         | Glück auf              | 26. Okt. 2003                | Daniel Anderson      | Hugo Rendler                     | Link |
| 373        | 7         | Retter in Not          | 2. Nov. 2003                 | Daniel Anderson      | Lieselotte Kinskofer             | Link |
| 374        | 8         | Vollmondnacht          | 9. Nov. 2003                 | Daniel Anderson      | Lieselotte Kinskofer             | Link |
| 375        | 9         | Blick zurück nach vorn | 16. Nov. 2003                | Jochen Nitsch        | Thomas Baumann                   | Link |
| 376        | 10        | Probespiel             | 23. Nov. 2003                | Jochen Nitsch        | Leo Hiemer                       | Link |
| 377        | 11        | Wendungen              | 30. Nov. 2003                | Jochen Nitsch        | Cordula Behrendt, Tobias Jost    | Link |
| 378        | 12        | Letzter Wille          | 7. Dez. 2003                 | Jochen Nitsch        | Christiane Jörger-Stark          | Link |
| 379        | 13        | Zwischen den Fronten   | 14. Dez. 2003                | Jochen Nitsch        | —                                | Link |
| 380        | 14        | Bittere Pillen         | 21. Dez. 2003                | Jochen Nitsch        | Jörg Jurgel                      | Link |
| 381        | 15        | Silvestergala          | 28. Dez. 2003                | Peter Wekwerth       | Ralph Bohn                       | Link |
| 382        | 16        | Das Duell              | 4. Jan. 2004                 | Karsten Wichniarz    | Ralph Ströhle, Marcus Rauch      | Link |
| 383        | 17        | Standortfrage          | 11. Jan. 2004                | Karsten Wichniarz    | Christiane Jörger-Stark          | Link |
| 384        | 18        | Im Namen der Schönheit | 18. Jan. 2004                | Karsten Wichniarz    | —                                | Link |
| 385        | 19        | Unter der Haube        | 25. Jan. 2004                | —                    | Sigrun de Pascalis               | Link |
| 386        | 20        | Freibier               | 1. Feb. 2004                 | Karsten Wichniarz    | Ralph Ströhle                    | Link |
| 387        | 21        | Der Fischdieb          | 8. Feb. 2004                 | Karsten Wichniarz    | —                                | Link |
| 388        | 22        | Kinder, Kinder         | 15. Feb. 2004                | Karsten Wichniarz    | Jörg Jurgel                      | Link |
| 389        | 23        | Narri, Narro VIII      | 22. Feb. 2004                | Karsten Wichniarz    | —                                | Link |
| 390        | 24        | Betriebsausflug        | 29. Feb. 2004                | Karsten Wichniarz    | —                                | Link |
| 391        | 25        | Alles wird gut!        | 7. März 2004                 | Karsten Wichniarz    | —                                | Link |
| 392        | 26        | Planungsphase          | 14. März 2004                | Michael Werlin       | —                                | Link |
| 393        | 27        | Der Vater der Braut    | 21. März 2004                | Dieter Schlotterbeck | —                                | Link |
| 394        | 28        | Geliebte Freunde       | 28. März 2004                | Dieter Schlotterbeck | —                                | Link |
| 395        | 29        | Hilferuf               | 4. Apr. 2004                 | Dieter Schlotterbeck | —                                | Link |
| 396        | 30        | Unter Druck            | 11. Apr. 2004                | Dieter Schlotterbeck | —                                | Link |
| 397        | 31        | Schweren Herzens       | 18. Apr. 2004                | Dieter Schlotterbeck | —                                | Link |
| 398        | 32        | Wenn Engel reisen      | 25. Apr. 2004                | Dieter Schlotterbeck | —                                | Link |
| 399        | 33        | In weiter Ferne        | 2. Mai 2004                  | Dieter Schlotterbeck | —                                | Link |
| 400        | 34        | Am Ende der Reise      | 9. Mai 2004                  | Dieter Schlotterbeck | —                                | Link |
| 401        | 35        | Zwischen Leben und Tod | 16. Mai 2004                 | Adalbert Plica       | —                                | Link |
| 402        | 36        | Krankenwache           | 23. Mai 2004                 | Adalbert Plica       | —                                | Link |
| 403        | 37        | Traurige Wahrheit      | 30. Mai 2004                 | Adalbert Plica       | —                                | Link |
| 404        | 38        | Im Visier              | 6. Juni 2004                 | Adalbert Plica       | —                                | Link |
| 405        | 39        | Unter Wölfen           | 13. Juni 2004                | Adalbert Plica       | Tobias Jost, Cordula Behrendt    | Link |
| 406        | 40        | Wolfsnacht             | 20. Juni 2004                | Adalbert Plica       | Lieselotte Kinskofer             | Link |
| 407        | 41        | Vor dem Nichts         | 27. Juni 2004                | Adalbert Plica       | Christiane Jörger-Stark          | Link |
| 408        | 42        | Vermisst               | 4. Juli 2004                 | Michael Werlin       | Marcus Rauch                     | Link |

### 11. Staffel
| Nr. (ges.) | Nr. (St.) | Originaltitel         | Erstausstrahlung Deutschland | Regie             | Drehbuch           | Link |
| ---------- | --------- | --------------------- | ---------------------------- | ----------------- | ------------------ | ---- |
| 409        | 1         | Rana                  | 12. Sep. 2004                | Michael Werlin    | —                  | Link |
| 410        | 2         | Falscher Stolz        | 19. Sep. 2004                | Michael Werlin    | —                  | Link |
| 411        | 3         | Freundinnen           | 26. Sep. 2004                | Michael Werlin    | —                  | Link |
| 412        | 4         | Der Kürbis            | 3. Okt. 2004                 | Michael Werlin    | —                  | Link |
| 413        | 5         | Panik                 | 10. Okt. 2004                | Michael Werlin    | —                  | Link |
| 414        | 6         | Humor ist Glückssache | 17. Okt. 2004                | Michael Werlin    | —                  | Link |
| 415        | 7         | Verstehen Sie Spaß?   | 24. Okt. 2004                | Michael Werlin    | Sigrun de Pascalis | Link |
| 416        | 8         | Drei Brüder           | 31. Okt. 2004                | Michael Werlin    | —                  | Link |
| 417        | 9         | Bure zum Alange       | 7. Nov. 2004                 | Alexander Wiedl   | —                  | Link |
| 418        | 10        | Übermut               | 14. Nov. 2004                | Alexander Wiedl   | —                  | Link |
| 419        | 11        | Schwarzarbeit         | 21. Nov. 2004                | Alexander Wiedl   | —                  | Link |
| 420        | 12        | Alles singt           | 28. Nov. 2004                | Alexander Wiedl   | —                  | Link |
| 421        | 13        | Das Solo              | 5. Dez. 2004                 | Alexander Wiedl   | —                  | Link |
| 422        | 14        | Nur Mut               | 12. Dez. 2004                | Alexander Wiedl   | —                  | Link |
| 423        | 15        | Geheimnisse           | 19. Dez. 2004                | Alexander Wiedl   | —                  | Link |
| 424        | 16        | Da Capo               | 26. Dez. 2004                | Alexander Wiedl   | —                  | Link |
| 425        | 17        | Neujahrswünsche       | 2. Jan. 2005                 | Jochen Nitsch     | —                  | Link |
| 426        | 18        | Vater gesucht         | 9. Jan. 2005                 | Jochen Nitsch     | —                  | Link |
| 427        | 19        | Sophie                | 16. Jan. 2005                | Jochen Nitsch     | —                  | Link |
| 428        | 20        | Notruf                | 23. Jan. 2005                | Jochen Nitsch     | —                  | Link |
| 429        | 21        | Eisenbahnromantik     | 30. Jan. 2005                | Jochen Nitsch     | —                  | Link |
| 430        | 22        | Narri, Narro IX       | 6. Feb. 2005                 | Jochen Nitsch     | —                  | Link |
| 431        | 23        | Die Silbermannorgel   | 13. Feb. 2005                | Jochen Nitsch     | —                  | Link |
| 432        | 24        | Neue Hoffnung         | 20. Feb. 2005                | Jochen Nitsch     | —                  | Link |
| 433        | 25        | Stolpersteine         | 27. Feb. 2005                | Jochen Nitsch     | —                  | Link |
| 434        | 26        | Chaosküche            | 6. März 2005                 | Karsten Wichniarz | —                  | Link |
| 435        | 27        | Liebesbriefe          | 13. März 2005                | Karsten Wichniarz | —                  | Link |
| 436        | 28        | Vertrauensbruch       | 20. März 2005                | Karsten Wichniarz | —                  | Link |
| 437        | 29        | Osterbazar            | 27. März 2005                | Karsten Wichniarz | —                  | Link |
| 438        | 30        | Weißer Sonntag        | 3. Apr. 2005                 | Karsten Wichniarz | —                  | Link |
| 439        | 31        | Kollisionskurs        | 10. Apr. 2005                | Karsten Wichniarz | —                  | Link |
| 440        | 32        | Gut beraten           | 17. Apr. 2005                | Karsten Wichniarz | —                  | Link |
| 441        | 33        | Schlag auf Schlag     | 24. Apr. 2005                | Karsten Wichniarz | —                  | Link |
| 442        | 34        | Durchgeknallt         | 1. Mai 2005                  | Daniel Anderson   | —                  | Link |
| 443        | 35        | In der Schwebe        | 8. Mai 2005                  | Daniel Anderson   | —                  | Link |
| 444        | 36        | Vor dem Aus           | 15. Mai 2005                 | Daniel Anderson   | —                  | Link |
| 445        | 37        | Die rechten Worte     | 22. Mai 2005                 | Daniel Anderson   | —                  | Link |
| 446        | 38        | Der Schein trügt      | 29. Mai 2005                 | Daniel Anderson   | —                  | Link |
| 447        | 39        | Therapie              | 5. Juni 2005                 | Daniel Anderson   | —                  | Link |
| 448        | 40        | Erhöhter Einsatz      | 12. Juni 2005                | Daniel Anderson   | —                  | Link |
| 449        | 41        | Kommando zurück       | 19. Juni 2005                | Daniel Anderson   | —                  | Link |
| 450        | 42        | Sensenteufel          | 26. Juni 2005                | Daniel Anderson   | —                  | Link |

### 12. Staffel
| Nr. (ges.) | Nr. (St.) | Originaltitel              | Erstausstrahlung Deutschland | Regie                | Drehbuch                    | Link    |
| ---------- | --------- | -------------------------- | ---------------------------- | -------------------- | --------------------------- | ------- |
| 451        | 1         | Die große Dürre            | 18. Sep. 2005                | Michael Werlin       | —                           | Link    |
| 452        | 2         | Gewinner                   | 25. Sep. 2005                | Michael Werlin       | —                           | Link    |
| 453        | 3         | Flucht nach vorn           | 2. Okt. 2005                 | Michael Werlin       | —                           | Link    |
| 454        | 4         | Hoffen und Bangen          | 9. Okt. 2005                 | Michael Werlin       | —                           | Link    |
| 455        | 5         | Zuwendungen                | 16. Okt. 2005                | Michael Werlin       | —                           | Link    |
| 456        | 6         | Gegen alle Regeln          | 23. Okt. 2005                | Michael Werlin       | —                           | Link    |
| 457        | 7         | Angeklagt                  | 30. Okt. 2005                | Michael Werlin       | —                           | Link    |
| 458        | 8         | Kündigung                  | 6. Nov. 2005                 | Alexander Wiedl      | —                           | Link    |
| 459        | 9         | Ausnahmezustand            | 13. Nov. 2005                | Alexander Wiedl      | —                           | Link    |
| 460        | 10        | Schatten der Vergangenheit | 20. Nov. 2005                | Alexander Wiedl      | —                           | Link    |
| 461        | 11        | Wohnungssuche              | 27. Nov. 2005                | Alexander Wiedl      | —                           | Link    |
| 462        | 12        | Windige Geschäfte          | 4. Dez. 2005                 | Alexander Wiedl      | —                           | Link    |
| 463        | 13        | Jenny                      | 11. Dez. 2005                | Alexander Wiedl      | —                           | Link    |
| 464        | 14        | In der Fremde              | 18. Dez. 2005                | Alexander Wiedl      | —                           | Link    |
| 465        | 15        | Frohe Feste                | 25. Dez. 2005                | Alexander Wiedl      | Lieselotte Kinskofer        | Link    |
| 466        | 16        | Verlassen                  | 1. Jan. 2006                 | Alexander Wiedl      | Marcus Rauch, Ralph Ströhle | Link    |
| 467        | 17        | Kopf hoch                  | 8. Jan. 2006                 | Alexander Wiedl      | —                           | Link    |
| 468        | 18        | Prost Mahlzeit             | 15. Jan. 2006                | Alexander Wiedl      | —                           | Link    |
| 469        | 19        | Schwere Kost               | 22. Jan. 2006                | Alexander Wiedl      | —                           | Link    |
| 470        | 20        | Entlassen                  | 29. Jan. 2006                | Alexander Wiedl      | —                           | Link    |
| 471        | 21        | Schlaflos                  | 5. Feb. 2006                 | Alexander Wiedl      | —                           | Link    |
| 472        | 22        | Unterschlupf               | 12. Feb. 2006                | Alexander Wiedl      | —                           | Link    |
| 473        | 23        | Der Schnitzer              | 19. Feb. 2006                | Alexander Wiedl      | —                           | Link    |
| 474        | 24        | Narri, Narro X             | 26. Feb. 2006                | Alexander Wiedl      | —                           | Link    |
| 475        | 25        | Löwe in Gefahr             | 5. März 2006                 | Alexander Wiedl      | —                           | Link    |
| 476        | 26        | Selbst ist die Frau        | 12. März 2006                | Karsten Wichniarz    | —                           | Link    |
| 477        | 27        | Hiobsbotschaft             | 19. März 2006                | Karsten Wichniarz    | —                           | Link    |
| 478        | 28        | Missverständnis            | 26. März 2006                | Karsten Wichniarz    | —                           | Link    |
| 479        | 29        | Auf und davon              | 2. Apr. 2006                 | Karsten Wichniarz    | —                           | Link    |
| 480        | 30        | Unter Verdacht             | 9. Apr. 2006                 | Karsten Wichniarz    | —                           | Link    |
| 481        | 31        | Auf der Lauer              | 16. Apr. 2006                | Karsten Wichniarz    | —                           | Link    |
| 482        | 32        | Ausgeschlossen             | 23. Apr. 2006                | Karsten Wichniarz    | —                           | Link    |
| 483        | 33        | Entfremdung                | 30. Apr. 2006                | Karsten Wichniarz    | —                           | Link    |
| 484        | 34        | Auszeit                    | 7. Mai 2006                  | Sebastian Monk       | —                           | Link    |
| 485        | 35        | Die Eröffnung              | 14. Mai 2006                 | Karsten Wichniarz    | —                           | Link    |
| 486        | 36        | Danke für die Blumen       | 21. Mai 2006                 | Karsten Wichniarz    | —                           | Link    |
| 487        | 37        | Allein gelassen            | 28. Mai 2006                 | Dieter Schlotterbeck | —                           | Link    |
| 488        | 38        | Schwebezustand             | 4. Juni 2006                 | Dieter Schlotterbeck | —                           | [ Link] |
| 489        | 39        | Hoch hinaus                | 11. Juni 2006                | Dieter Schlotterbeck | —                           | Link    |
| 490        | 40        | Wolke Sieben               | 18. Juni 2006                | Dieter Schlotterbeck | —                           | Link    |
| 491        | 41        | Abgestürzt                 | 25. Juni 2006                | Dieter Schlotterbeck | —                           | Link    |

### 13. Staffel
| Nr. (ges.) | Nr. (St.) | Originaltitel         | Erstausstrahlung Deutschland | Regie                | Drehbuch | Link |
| ---------- | --------- | --------------------- | ---------------------------- | -------------------- | -------- | ---- |
| 492        | 1         | Trostlos              | 17. Sep. 2006                | Dieter Schlotterbeck | —        | Link |
| 493        | 2         | Verflucht             | 24. Sep. 2006                | Adalbert Plica       | —        | Link |
| 494        | 3         | Zerreissprobe         | 1. Okt. 2006                 | Dieter Schlotterbeck | —        | Link |
| 495        | 4         | Das bisschen Haushalt | 8. Okt. 2006                 | Dieter Schlotterbeck | —        | Link |
| 496        | 5         | Voller Einsatz        | 15. Okt. 2006                | Dieter Schlotterbeck | —        | Link |
| 497        | 6         | Schwere Zeiten        | 22. Okt. 2006                | Dagmar von Chappuis  | —        | Link |
| 498        | 7         | Ratschläge            | 29. Okt. 2006                | Dagmar von Chappuis  | —        | Link |
| 499        | 8         | Ausgebüxt             | 5. Nov. 2006                 | Dagmar von Chappuis  | —        | Link |
| 500        | 9         | Hoher Besuch          | 12. Nov. 2006                | Dagmar von Chappuis  | —        | Link |
| 501        | 10        | Richtungswechsel      | 19. Nov. 2006                | Dagmar von Chappuis  | —        | Link |
| 502        | 11        | Ein seltsames Paar    | 26. Nov. 2006                | Dagmar von Chappuis  | —        | Link |
| 503        | 12        | Weichenstellung       | 3. Dez. 2006                 | Dagmar von Chappuis  | —        | Link |
| 504        | 13        | Konsequenzen          | 10. Dez. 2006                | Dagmar von Chappuis  | —        | Link |
| 505        | 14        | Umzug                 | 17. Dez. 2006                | Dagmar von Chappuis  | —        | Link |
| 506        | 15        | Schöne Überraschungen | 24. Dez. 2006                | Dagmar von Chappuis  | —        | Link |
| 507        | 16        | Jahresende            | 31. Dez. 2006                | Dagmar von Chappuis  | —        | Link |
| 508        | 17        | Nachbeben             | 7. Jan. 2007                 | Karsten Wichniarz    | —        | Link |
| 509        | 18        | Gewissensnöte         | 14. Jan. 2007                | Karsten Wichniarz    | —        | Link |
| 510        | 19        | Geständnisse          | 21. Jan. 2007                | Karsten Wichniarz    | —        | Link |
| 511        | 20        | Im Schoß der Familie  | 28. Jan. 2007                | Karsten Wichniarz    | —        | Link |
| 512        | 21        | Späte Reue            | 4. Feb. 2007                 | Karsten Wichniarz    | —        | Link |
| 513        | 22        | Das Glück der Erde    | 11. Feb. 2007                | Karsten Wichniarz    | —        | Link |
| 514        | 23        | Narri, Narro XI       | 18. Feb. 2007                | Jochen Nitsch        | —        | Link |
| 515        | 24        | Aus dem Ruder         | 25. Feb. 2007                | Karsten Wichniarz    | —        | Link |
| 516        | 25        | Schadensbegrenzung    | 4. März 2007                 | Alexander Wiedl      | —        | Link |
| 517        | 26        | Zwickmühle            | 11. März 2007                | Alexander Wiedl      | —        | Link |
| 518        | 27        | Lichtblicke           | 18. März 2007                | Alexander Wiedl      | —        | Link |
| 519        | 28        | Aufbruchstimmung      | 25. März 2007                | Alexander Wiedl      | —        | Link |
| 520        | 29        | Widerstände           | 1. Apr. 2008                 | Alexander Wiedl      | —        | Link |
| 521        | 30        | Entscheidungsnot      | 8. Apr. 2008                 | Alexander Wiedl      | —        | Link |
| 522        | 31        | Wo ein Wille ist...   | 15. Apr. 2008                | Alexander Wiedl      | —        | Link |
| 523        | 32        | Hilfe in der Not      | 22. Apr. 2008                | Alexander Wiedl      | —        | Link |
| 524        | 33        | Sentimentalitäten     | 29. Apr. 2008                | Alexander Wiedl      | —        | Link |
| 525        | 34        | Falsche Erwartungen   | 6. Mai 2007                  | Alexander Wiedl      | —        | Link |
| 526        | 35        | Was sein muss...      | 13. Mai 2007                 | Jochen Nitsch        | —        | Link |
| 527        | 36        | Ankunft               | 20. Mai 2007                 | Jochen Nitsch        | —        | Link |
| 528        | 37        | Der Qualitätstest     | 27. Mai 2007                 | Jochen Nitsch        | —        | Link |
| 529        | 38        | Testballon            | 3. Juni 2007                 | Jochen Nitsch        | —        | Link |
| 530        | 39        | Im Frühtau zu Berge   | 10. Juni 2007                | Jochen Nitsch        | —        | Link |
| 531        | 40        | Die ganze Wahrheit    | 17. Juni 2007                | Jochen Nitsch        | —        | Link |
| 532        | 41        | Landliebe             | 24. Juni 2007                | Jochen Nitsch        | —        | Link |
| 533        | 42        | Mission Afrika        | 1. Juli 2007                 | Jochen Nitsch        | —        | Link |

### 14. Staffel
| Nr. (ges.) | Nr. (St.) | Originaltitel                 | Erstausstrahlung Deutschland | Regie                | Drehbuch                      | Link |
| ---------- | --------- | ----------------------------- | ---------------------------- | -------------------- | ----------------------------- | ---- |
| 534        | 1         | Die neue Küche                | 16. Sep. 2007                | Jochen Nitsch        | —                             | Link |
| 535        | 2         | Gut gemeint                   | 23. Sep. 2007                | Sebastian Grobler    | —                             | Link |
| 536        | 3         | Mut zur Liebe                 | 30. Sep. 2007                | Sebastian Grobler    | —                             | Link |
| 537        | 4         | Zwischen Baum und Borke       | 7. Okt. 2007                 | Sebastian Grobler    | —                             | Link |
| 538        | 5         | Verspätung                    | 14. Okt. 2007                | Sebastian Grobler    | —                             | Link |
| 539        | 6         | Kurzschlusshandlung           | 21. Okt. 2007                | Sebastian Grobler    | —                             | Link |
| 540        | 7         | Hausarrest                    | 28. Okt. 2007                | Sebastian Grobler    | —                             | Link |
| 541        | 8         | Regeln                        | 4. Nov. 2007                 | Dagmar von Chappuis  | —                             | Link |
| 542        | 9         | Abwechslung                   | 11. Nov. 2007                | Dagmar von Chappuis  | —                             | Link |
| 543        | 10        | Daheim                        | 18. Nov. 2007                | Dagmar von Chappuis  | —                             | Link |
| 544        | 11        | Rettungsversuche              | 25. Nov. 2007                | Dagmar von Chappuis  | —                             | Link |
| 545        | 12        | Alles tanzt                   | 2. Dez. 2007                 | Dagmar von Chappuis  | —                             | Link |
| 546        | 13        | Darf ich bitten?              | 9. Dez. 2007                 | Dagmar von Chappuis  | —                             | Link |
| 547        | 14        | Ein Freund in Not             | 16. Dez. 2007                | Dagmar von Chappuis  | —                             | Link |
| 548        | 15        | Umstände                      | 23. Dez. 2007                | Dagmar von Chappuis  | —                             | Link |
| 549        | 16        | Entscheidung fürs Leben       | 30. Dez. 2007                | Dagmar von Chappuis  | —                             | Link |
| 550        | 17        | Der Abschlussball             | 6. Jan. 2008                 | Sebastian Grobler    | —                             | Link |
| 551        | 18        | Der alte Glanz                | 13. Jan. 2008                | Sebastian Grobler    | —                             | Link |
| 552        | 19        | Besuch aus Mainz              | 20. Jan. 2008                | Sebastian Grobler    | —                             | Link |
| 553        | 20        | Mit allen Mitteln             | 27. Jan. 2008                | Sebastian Grobler    | —                             | Link |
| 554        | 21        | Helau!                        | 3. Feb. 2008                 | Sebastian Grobler    | —                             | Link |
| 555        | 22        | Teufel an der Wand            | 10. Feb. 2008                | Sebastian Grobler    | —                             | Link |
| 556        | 23        | Freiwillige vor               | 17. Feb. 2008                | Sebastian Grobler    | —                             | Link |
| 557        | 24        | Kurz vor knapp                | 24. Feb. 2008                | Sebastian Grobler    | —                             | Link |
| 558        | 25        | Herausgefordert               | 2. März 2008                 | Alexander Wiedl      | —                             | Link |
| 559        | 26        | Viel Rauch um nichts          | 9. März 2008                 | Alexander Wiedl      | —                             | Link |
| 560        | 27        | Jäger und Gejagte             | 16. März 2008                | Alexander Wiedl      | —                             | Link |
| 561        | 28        | Tatsächlich Liebe             | 23. März 2008                | Alexander Wiedl      | —                             | Link |
| 562        | 29        | Unter Strom                   | 30. März 2008                | Alexander Wiedl      | —                             | Link |
| 563        | 30        | Paukenschlag                  | 6. Apr. 2008                 | Alexander Wiedl      | Cordula Behrendt, Tobias Jost | Link |
| 564        | 31        | Aufruhr                       | 13. Apr. 2008                | Alexander Wiedl      | —                             | Link |
| 565        | 32        | Lieber allein                 | 20. Apr. 2008                | Alexander Wiedl      | —                             | Link |
| 566        | 33        | Der Schlichter                | 27. Apr. 2008                | Alexander Wiedl      | —                             | Link |
| 567        | 34        | Hochstapler und andere Helden | 4. Mai 2008                  | Petra Käthe Niemeyer | —                             | Link |
| 568        | 35        | Ein verunglückter Muttertag   | 11. Mai 2008                 | Petra Käthe Niemeyer | —                             | Link |
| 569        | 36        | Tiefpunkt                     | 18. Mai 2008                 | Petra Käthe Niemeyer | —                             | Link |
| 570        | 37        | Bikerträume                   | 25. Mai 2008                 | Petra Käthe Niemeyer | —                             | Link |
| 571        | 38        | Urlaub daheim                 | 1. Juni 2008                 | Petra Käthe Niemeyer | —                             | Link |
| 572        | 39        | Die Alleinseglerin            | 8. Juni 2008                 | Petra Käthe Niemeyer | —                             | Link |
| 573        | 40        | Klare Worte                   | 15. Juni 2008                | Petra Käthe Niemeyer | —                             | Link |
| 574        | 41        | Harte Arbeit                  | 22. Juni 2008                | Sebastian Monk       | —                             | Link |
| 575        | 42        | Prioritäten                   | 29. Juni 2008                | Sebastian Monk       | —                             | Link |

### 15. Staffel
| Nr. (ges.) | Nr. (St.) | Originaltitel                             | Erstausstrahlung Deutschland | Regie             | Drehbuch                      | Link |
| ---------- | --------- | ----------------------------------------- | ---------------------------- | ----------------- | ----------------------------- | ---- |
| 576        | 1         | Zurück zu den Wurzeln                     | 14. Sep. 2008                | Sebastian Monk    | —                             | Link |
| 577        | 2         | Unverhofft kommt oft                      | 21. Sep. 2008                | Sebastian Monk    | Cordula Behrendt, Tobias Jost | Link |
| 578        | 3         | Spanisch für Anfänger                     | 28. Sep. 2008                | —                 | —                             | Link |
| 579        | 4         | Vorsicht: Arbeitslos!                     | 5. Okt. 2008                 | Sebastian Monk    | —                             | Link |
| 580        | 5         | Ein Herz für Tiere                        | 12. Okt. 2008                | Sebastian Monk    | —                             | Link |
| 581        | 6         | Im Eifer des Gefechts                     | 19. Okt. 2008                | Sebastian Monk    | —                             | Link |
| 582        | 7         | Auf der Pirsch                            | 26. Okt. 2008                | Sebastian Monk    | —                             | Link |
| 583        | 8         | Unvergesslich                             | 2. Nov. 2008                 | Jochen Nitsch     | —                             | Link |
| 584        | 9         | Zukunftsvision                            | 9. Nov. 2008                 | Jochen Nitsch     | —                             | Link |
| 585        | 10        | Auf der Kippe                             | 16. Nov. 2008                | Jochen Nitsch     | —                             | Link |
| 586        | 11        | Die Mitbewohnerin                         | 23. Nov. 2008                | Jochen Nitsch     | —                             | Link |
| 587        | 12        | Der Gegenkandidat                         | 30. Nov. 2008                | Jochen Nitsch     | —                             | Link |
| 588        | 13        | Wie man sich bettet...                    | 7. Dez. 2008                 | Jochen Nitsch     | —                             | Link |
| 589        | 14        | Schräge Töne                              | 14. Dez. 2008                | Jochen Nitsch     | —                             | Link |
| 590        | 15        | Ansichtssache                             | 21. Dez. 2008                | Jochen Nitsch     | —                             | Link |
| 591        | 16        | Der neue Koch                             | 28. Dez. 2008                | Jochen Nitsch     | Anja Massoth                  | Link |
| 592        | 17        | Auf ein Neues                             | 4. Jan. 2009                 | Karsten Wichniarz | —                             | Link |
| 593        | 18        | Geplatzte Träume                          | 11. Jan. 2009                | Karsten Wichniarz | —                             | Link |
| 594        | 19        | Der stille Teilhaber                      | 18. Jan. 2009                | Karsten Wichniarz | Hans Münch, Ulrike Münch      | Link |
| 595        | 20        | Alarm!                                    | 25. Jan. 2009                | Karsten Wichniarz | —                             | Link |
| 596        | 21        | Nach dem Brand                            | 1. Feb. 2009                 | Karsten Wichniarz | —                             | Link |
| 597        | 22        | Ende der Fahnenstange                     | 8. Feb. 2009                 | Karsten Wichniarz | —                             | Link |
| 598        | 23        | Verhärtete Fronten                        | 15. Feb. 2009                | Karsten Wichniarz | —                             | Link |
| 599        | 24        | Narri, Narro XII                          | 22. Feb. 2009                | Karsten Wichniarz | Anja Massoth                  | Link |
| 600        | 25        | Verzweiflung                              | 1. März 2009                 | Karsten Wichniarz | Jörg Jurgel                   | Link |
| 601        | 26        | Frei zum Abschuss                         | 8. März 2009                 | Jochen Nitsch     | Christiane Jörger-Stark       | Link |
| 602        | 27        | Die Kontrolle                             | 15. März 2009                | Jochen Nitsch     | —                             | Link |
| 603        | 28        | Neue Fronten                              | 22. März 2009                | Jochen Nitsch     | Christiane Jörger-Stark       | Link |
| 604        | 29        | Der Rivale                                | 29. März 2009                | Jochen Nitsch     | Anja Massoth                  | Link |
| 605        | 30        | Nordic Walking                            | 5. Apr. 2009                 | Jochen Nitsch     | Sigrun de Pascalis            | Link |
| 606        | 31        | Der Planwagen                             | 12. Apr. 2009                | Jochen Nitsch     | Jörg Jurgel                   | Link |
| 607        | 32        | Glaube, Liebe, Hoffnung                   | 19. Apr. 2009                | Jochen Nitsch     | Anja Kock                     | Link |
| 608        | 33        | Mut und Vorurteil                         | 26. Apr. 2009                | Jochen Nitsch     | Marcus Rauch, Ralph Ströhle   | Link |
| 609        | 34        | Nach der Flut                             | 3. Mai 2009                  | Jochen Nitsch     | —                             | Link |
| 610        | 35        | Muttertag mal anders                      | 10. Mai 2009                 | Sebastian Grobler | Cordula Behrendt, Tobias Jost | Link |
| 611        | 36        | Das erste Date                            | 17. Mai 2009                 | Sebastian Grobler | Jörg Jurgel                   | Link |
| 612        | 37        | Die Wahl                                  | 24. Mai 2009                 | Sebastian Grobler | Jörg Jurgel                   | Link |
| 613        | 38        | Von Hormonen und Currywürsten             | 31. Mai 2009                 | Sebastian Grobler | Anja Massoth                  | Link |
| 614        | 39        | Der Rat des Vaters                        | 7. Juni 2009                 | Sebastian Grobler | Marcus Rauch, Ralph Ströhle   | Link |
| 615        | 40        | Tränen                                    | 14. Juni 2009                | Sebastian Grobler | Christiane Jörger-Stark       | Link |
| 616        | 41        | Der neue Bürgermeister                    | 21. Juni 2009                | Sebastian Grobler | Lieselotte Kinskofer          | Link |
| 617        | 42        | (F)allerlei zwei – Es darf gelacht werden | 28. Juni 2009                | —                 | —                             | Link |

### 16. Staffel
| Nr. (ges.) | Nr. (St.) | Originaltitel                    | Erstausstrahlung Deutschland | Regie                                    | Drehbuch                                          | Link |
| ---------- | --------- | -------------------------------- | ---------------------------- | ---------------------------------------- | ------------------------------------------------- | ---- |
| 618        | 1         | Neue Aufgaben                    | 13. Sep. 2009                | Alexander Wiedl                          | Sigrun de Pascalis                                | Link |
| 619        | 2         | Überredungskünste                | 20. Sep. 2009                | Alexander Wiedl                          | Cordula Behrendt, Tobias Jost                     | Link |
| 620        | 3         | Geschäftsgebaren                 | 27. Sep. 2009                | Alexander Wiedl                          | —                                                 | Link |
| 621        | 4         | Verhandlungssache                | 4. Okt. 2009                 | Alexander Wiedl                          | —                                                 | Link |
| 622        | 5         | Unvermutet                       | 11. Okt. 2009                | Alexander Wiedl                          | —                                                 | Link |
| 623        | 6         | Tauschgeschäfte                  | 18. Okt. 2009                | Alexander Wiedl                          | Anja Massoth                                      | Link |
| 624        | 7         | Herzenssachen                    | 25. Okt. 2009                | Alexander Wiedl                          | Jörg Jurgel                                       | Link |
| 625        | 8         | Berg- und Talfahrt               | 1. Nov. 2009                 | Alexander Wiedl                          | —                                                 | Link |
| 626        | 9         | Tolle Knolle                     | 8. Nov. 2009                 | Dagmar von Chappuis                      | Lieselotte Kinskofer                              | Link |
| 627        | 10        | Was lange gärt...                | 15. Nov. 2009                | Dagmar von Chappuis                      | Franziska Werners                                 | Link |
| 628        | 11        | Lange Schatten                   | 22. Nov. 2009                | Dagmar von Chappuis                      | —                                                 | Link |
| 629        | 12        | Blitz und Donner                 | 29. Nov. 2009                | Dagmar von Chappuis                      | —                                                 | Link |
| 630        | 13        | Einschlag                        | 6. Dez. 2009                 | Dagmar von Chappuis                      | Michael Schulz, Ralph Ströhle                     | Link |
| 631        | 14        | Ante portas                      | 13. Dez. 2009                | Dagmar von Chappuis                      | —                                                 | Link |
| 632        | 15        | Nachwirkungen                    | 20. Dez. 2009                | Dagmar von Chappuis                      | —                                                 | Link |
| 633        | 16        | Rettungsanker                    | 27. Dez. 2009                | Dagmar von Chappuis                      | —                                                 | Link |
| 634        | 17        | Neue Pläne                       | 3. Jan. 2010                 | Petra Käthe Niemeyer                     | —                                                 | Link |
| 635        | 18        | Der Bruch                        | 10. Jan. 2010                | Petra Käthe Niemeyer                     | Lieselotte Kinskofer                              | Link |
| 636        | 19        | Ein Lichtblick                   | 17. Jan. 2010                | Petra Käthe Niemeyer                     | Michael Schulz, Ralph Ströhle                     | Link |
| 637        | 20        | Viele Köche...                   | 24. Jan. 2010                | Petra Käthe Niemeyer                     | Michael Schulz, Ralph Ströhle                     | Link |
| 638        | 21        | Der Schwur                       | 31. Jan. 2010                | Petra Käthe Niemeyer                     | Franziska Werners                                 | Link |
| 639        | 22        | Die Freundin                     | 7. Feb. 2010                 | Petra Käthe Niemeyer                     | Bettina Bauer-Wörner, Ute Föderer-Heers           | Link |
| 640        | 23        | Müllpolizei                      | 14. Feb. 2010                | Petra Käthe Niemeyer                     | Anja Massoth                                      | Link |
| 641        | 24        | Rache                            | 21. Feb. 2010                | Petra Käthe Niemeyer                     | Sigrun de Pascalis                                | Link |
| 642        | 25        | Hilfe!                           | 28. Feb. 2010                | Petra Käthe Niemeyer                     | —                                                 | Link |
| 643        | 26        | Verletzungen                     | 7. März 2010                 | Sebastian Monk                           | Ania Kock                                         | Link |
| 644        | 27        | Hals über Kopf                   | 14. März 2010                | Sebastian Monk                           | Michael Baier                                     | Link |
| 645        | 28        | Unausweichlich                   | 21. März 2010                | Sebastian Monk                           | Ralph Ströhle, Michael Schulz                     | Link |
| 646        | 29        | Einsatz                          | 28. März 2010                | Sebastian Monk                           | Ralph Ströhle, Michael Schulz                     | Link |
| 647        | 30        | In Not                           | 4. Apr. 2010                 | Sebastian Monk                           | —                                                 | Link |
| 648        | 31        | Frischer Wind                    | 11. Apr. 2010                | Sebastian Monk                           | Jörg Jurgel                                       | Link |
| 649        | 32        | Eine Frage des Geldes            | 18. Apr. 2010                | Sebastian Monk                           | —                                                 | Link |
| 650        | 33        | Zumutungen                       | 25. Apr. 2010                | Sebastian Monk                           | Bettina Bauer-Wörner, Ute Föderer-Heers           | Link |
| 651        | 34        | Genug ist genug!                 | 2. Mai 2010                  | Ulf Janssen                              | —                                                 | Link |
| 652        | 35        | Wellenlängen                     | 9. Mai 2010                  | Ulf Janssen                              | Christiane Jörger-Stark                           | Link |
| 653        | 36        | Nicht auf der Liste!             | 16. Mai 2010                 | Ulf Janssen                              | Lieselotte Kinskofer                              | Link |
| 654        | 37        | Verspannungen                    | 23. Mai 2010                 | Ulf Janssen                              | Ralph Ströhle, Michael Schulz                     | Link |
| 655        | 38        | Bewegte Ziele                    | 30. Mai 2010                 | Ulrich König, Jochen Nitsch, Ulf Janssen | Kurt-Uwe Nastvogel, Michael Schulz, Ralph Ströhle | Link |
| 656        | 39        | Von Erdbeeren und anderen Fallen | 6. Juni 2010                 | Ulrich König, Jochen Nitsch, Ulf Janssen | Kurt-Uwe Nastvogel, Anja Massoth                  | Link |
| 657        | 40        | Kaffee, Tee und Drachenblut      | 13. Juni 2010                | Ulrich König, Jochen Nitsch, Ulf Janssen | Kurt-Uwe Nastvogel, Sigrun de Pascalis            | Link |
| 658        | 41        | Wahrheiten                       | 20. Juni 2010                | Ulf Janssen                              | Ute Föderer-Heers                                 | Link |
| 659        | 42        | Vereinsgründung                  | 27. Juni 2010                | Jochen Nitsch                            | Sigrun de Pascalis                                | Link |

### 17. Staffel
| Nr. (ges.) | Nr. (St.) | Originaltitel                 | Erstausstrahlung Deutschland | Regie             | Drehbuch                                          | Link |
| ---------- | --------- | ----------------------------- | ---------------------------- | ----------------- | ------------------------------------------------- | ---- |
| 660        | 1         | Atemlos                       | 12. Sep. 2010                | Jochen Nitsch     | Christiane Jörger-Stark                           | Link |
| 661        | 2         | Rückkehr                      | 19. Sep. 2010                | Jochen Nitsch     | Jörg Jurgel                                       | Link |
| 662        | 3         | Der neue Gehilfe              | 26. Sep. 2010                | Jochen Nitsch     | Lieselotte Kinskofer                              | Link |
| 663        | 4         | Es geht auch anders!          | 3. Okt. 2010                 | Jochen Nitsch     | Britta Dünnes                                     | Link |
| 664        | 5         | Letzte Rettung                | 10. Okt. 2010                | Jochen Nitsch     | Michael Schulz, Ralph Ströhle                     | Link |
| 665        | 6         | Auf dem Westweg               | 17. Okt. 2010                | Jochen Nitsch     | Michael Schulz, Ralph Ströhle                     | Link |
| 666        | 7         | Pilgerinnen                   | 24. Okt. 2010                | Jochen Nitsch     | —                                                 | Link |
| 667        | 8         | Am Ende des Weges             | 31. Okt. 2010                | Jochen Nitsch     | Anja Massoth                                      | Link |
| 668        | 9         | Sprachlos                     | 7. Nov. 2010                 | Alexander Wiedl   | Bettina Bauer-Wörner, Tobias Jost                 | Link |
| 669        | 10        | Hinterm Rücken                | 14. Nov. 2010                | Alexander Wiedl   | Sigrun de Pascalis                                | Link |
| 670        | 11        | Anja Massoth                  | 21. Nov. 2010                | Alexander Wiedl   | Anja Massoth                                      | Link |
| 671        | 12        | Fallen im Fallerwald          | 28. Nov. 2010                | Alexander Wiedl   | Ralph Ströhle, Michael Schulz                     | Link |
| 672        | 13        | Auf der Spur                  | 5. Dez. 2010                 | Alexander Wiedl   | Ralph Ströhle, Michael Schulz                     | Link |
| 673        | 14        | Patt                          | 12. Dez. 2010                | Alexander Wiedl   | Britta Dünnes                                     | Link |
| 674        | 15        | Rache ist süß                 | 19. Dez. 2010                | Alexander Wiedl   | Jörg Jurgel                                       | Link |
| 675        | 16        | Schieflage                    | 26. Dez. 2010                | Alexander Wiedl   | Christiane Jörger-Stark                           | Link |
| 676        | 17        | Neujahrskonzert               | 2. Jan. 2011                 | Karsten Wichniarz | Christiane Jörger-Stark, Jörg Jurgel              | Link |
| 677        | 18        | Kleinkrieg                    | 9. Jan. 2011                 | Karsten Wichniarz | Lieselotte Kinskofer                              | Link |
| 678        | 19        | Überraschungsparty            | 16. Jan. 2011                | Karsten Wichniarz | Ute Heers                                         | Link |
| 679        | 20        | Eingeschneit                  | 23. Jan. 2011                | Karsten Wichniarz | Christiane Jörger-Stark                           | Link |
| 680        | 21        | Alte Feindschaft rostet nicht | 30. Jan. 2011                | Karsten Wichniarz | Ralph Ströhle, Michael Schulz                     | Link |
| 681        | 22        | So und nicht anders!          | 6. Feb. 2011                 | Karsten Wichniarz | Kurt-Uwe Nastvogel, Michael Schulz, Ralph Ströhle | Link |
| 682        | 23        | Familienzoff                  | 13. Feb. 2011                | Karsten Wichniarz | Sigrun de Pascalis                                | Link |
| 683        | 24        | Dunkle Stunden                | 20. Feb. 2011                | Karsten Wichniarz | Bettina Bauer-Wörner, Tobias Jost                 | Link |
| 684        | 25        | Neuerungen                    | 27. Feb. 2011                | Esther Wenger     | Sigrun de Pascalis                                | Link |
| 685        | 26        | Narri, Narro XIII             | 6. März 2011                 | Esther Wenger     | Ralph Ströhle, Michael Schulz                     | Link |
| 686        | 27        | Verleumdungen                 | 13. März 2011                | Esther Wenger     | Ralph Ströhle, Michael Schulz                     | Link |
| 687        | 28        | Streitereien                  | 20. März 2011                | Esther Wenger     | —                                                 | Link |
| 688        | 29        | Scherben                      | 27. März 2011                | Esther Wenger     | Anja Massoth                                      | Link |
| 689        | 30        | Wendepunkte                   | 3. Apr. 2011                 | Esther Wenger     | Britta Dünnes                                     | Link |
| 690        | 31        | Unterstützung                 | 10. Apr. 2011                | Esther Wenger     | Christiane Jörger-Stark                           | Link |
| 691        | 32        | Beratung                      | 17. Apr. 2011                | Esther Wenger     | Lieselotte Kinskofer                              | Link |
| 692        | 33        | Von jetzt auf gleich          | 24. Apr. 2011                | Jochen Nitsch     | Lieselotte Kinskofer                              | Link |
| 693        | 34        | Entwicklungen                 | 1. Mai 2011                  | Jochen Nitsch     | Britta Dünnes                                     | Link |
| 694        | 35        | Mannsbilder                   | 8. Mai 2011                  | Jochen Nitsch     | Anja Massoth                                      | Link |
| 695        | 36        | Unermüdlich                   | 15. Mai 2011                 | Jochen Nitsch     | Jochen Nitsch                                     | Link |
| 696        | 37        | Geldsegen                     | 22. Mai 2011                 | Jochen Nitsch     | Christiane Jörger-Stark                           | Link |
| 697        | 38        | Geheime Machenschaften        | 29. Mai 2011                 | Jochen Nitsch     | Ralph Ströhle, Michael Schulz                     | Link |
| 698        | 39        | Differenzen                   | 5. Juni 2011                 | Jochen Nitsch     | Ralph Ströhle, Michael Schulz                     | Link |
| 699        | 40        | Wegkreuzung                   | 12. Juni 2011                | Jochen Nitsch     | Bettina Bauer-Wörner, Tobias Jost                 | Link |
| 700        | 41        | So jung...                    | 19. Juni 2011                | Sebastian Monk    | Bettina Bauer-Wörner, Tobias Jost                 | Link |

### 18. Staffel
| Nr. (ges.) | Nr. (St.) | Originaltitel                         | Erstausstrahlung Deutschland | Regie               | Drehbuch                                                     | Link |
| ---------- | --------- | ------------------------------------- | ---------------------------- | ------------------- | ------------------------------------------------------------ | ---- |
| 701        | 1         | Bitte lächeln!                        | 18. Sep. 2011                | Sebastian Monk      | Christiane Jörger-Stark                                      | Link |
| 702        | 2         | Bauer für einen Tag                   | 25. Sep. 2011                | Sebastian Monk      | Anja Massoth                                                 | Link |
| 703        | 3         | Türkisch für Fortgeschrittene         | 2. Okt. 2011                 | Sebastian Monk      | Britta Dünnes                                                | Link |
| 704        | 4         | Bleifuß                               | 9. Okt. 2011                 | Sebastian Monk      | Lieselotte Kinskofer                                         | Link |
| 705        | 5         | Schwarzwaldindianer                   | 16. Okt. 2011                | Sebastian Monk      | Hugo Rendler                                                 | Link |
| 706        | 6         | Vitaminspender                        | 23. Okt. 2011                | Sebastian Monk      | Ralph Ströhle, Michael Schulz                                | Link |
| 707        | 7         | Schwere Geburt                        | 30. Okt. 2011                | Sebastian Monk      | Ralph Ströhle, Michael Schulz                                | Link |
| 708        | 8         | Ausgestellt                           | 6. Nov. 2011                 | Alexander Wiedl     | Sigrun de Pascalis                                           | Link |
| 709        | 9         | Fallstricke                           | 13. Nov. 2011                | Alexander Wiedl     | Britta Dünnes                                                | Link |
| 710        | 10        | Zappenduster                          | 20. Nov. 2011                | Alexander Wiedl     | Ute Heers, Malte Kuhn-Mitscherlich, J. Rosen, Michael Schulz | Link |
| 711        | 11        | Herzschmerz                           | 27. Nov. 2011                | Alexander Wiedl     | Christiane Jörger-Stark                                      | Link |
| 712        | 12        | Jeden Tag eine gute Tat               | 4. Dez. 2011                 | Alexander Wiedl     | Ute Heers                                                    | Link |
| 713        | 13        | Gestatten: Willy!                     | 11. Dez. 2011                | Alexander Wiedl     | Ralph Ströhle, Michael Schulz                                | Link |
| 714        | 14        | Freundliche Übernahme                 | 18. Dez. 2011                | Alexander Wiedl     | Ralph Ströhle, Michael Schulz                                | Link |
| 715        | 15        | Das Geschenk                          | 25. Dez. 2011                | Alexander Wiedl     | Anja Massoth                                                 | Link |
| 716        | 16        | Fehlstart                             | 1. Jan. 2012                 | Dagmar von Chappuis | Lieselotte Kinskofer                                         | Link |
| 717        | 17        | Sperrmüll                             | 8. Jan. 2012                 | Dagmar von Chappuis | Ute Heers                                                    | Link |
| 718        | 18        | Doppelter Einsatz                     | 15. Jan. 2012                | Dagmar von Chappuis | —                                                            | Link |
| 719        | 19        | Hinterlassenschaften                  | 22. Jan. 2012                | Dagmar von Chappuis | Anja Massoth                                                 | Link |
| 720        | 20        | Ehrungen und Wirrungen                | 29. Jan. 2012                | Dagmar von Chappuis | Christiane Jörger-Stark                                      | Link |
| 721        | 21        | Die Museumseröffnung                  | 5. Feb. 2012                 | Dagmar von Chappuis | Hugo Rendler                                                 | Link |
| 722        | 22        | Kunststücke                           | 12. Feb. 2012                | Dagmar von Chappuis | Britta Dünnes                                                | Link |
| 723        | 23        | Narri, Narro XIV                      | 19. Feb. 2012                | Dagmar von Chappuis | Sigrun de Pascalis                                           | Link |
| 724        | 24        | Ausgezeichnet                         | 26. Feb. 2012                | Ulf Janssen         | Britta Dünnes                                                | Link |
| 725        | 25        | Betrogen                              | 4. März 2012                 | Ulf Janssen         | Christiane Jörger-Stark                                      | Link |
| 726        | 26        | Herzenssache                          | 11. März 2012                | Ulf Janssen         | Bettina Bauer-Wörner, Tobias Jost                            | Link |
| 727        | 27        | Spielregeln                           | 18. März 2012                | Ulf Janssen         | Ralph Ströhle, Michael Schulz                                | Link |
| 728        | 28        | Steine des Anstoßes                   | 25. März 2012                | Ulf Janssen         | Ralph Ströhle, Michael Schulz                                | Link |
| 729        | 29        | Liebe zum Spiel                       | 1. Apr. 2012                 | Ulf Janssen         | Thomas Baumann, Sigrun de Pascalis                           | Link |
| 730        | 30        | Osterbasteleien                       | 8. Apr. 2012                 | Ulf Janssen         | Anja Massoth                                                 | Link |
| 731        | 31        | Treffer                               | 15. Apr. 2012                | Ulf Janssen         | Lieselotte Kinskofer                                         | Link |
| 732        | 32        | Karren im Dreck                       | 22. Apr. 2012                | Jochen Nitsch       | Christiane Jörger-Stark                                      | Link |
| 733        | 33        | Anno dazumal                          | 29. Apr. 2012                | Jochen Nitsch       | Britta Dünnes                                                | Link |
| 734        | 34        | Von Hüftgold und anderen Körperteilen | 6. Mai 2012                  | Jochen Nitsch       | Bettina Bauer-Wörner, Tobias Jost                            | Link |
| 735        | 35        | Freie Fahrt                           | 13. Mai 2012                 | Jochen Nitsch       | Anja Massoth                                                 | Link |
| 736        | 36        | Öl ins Feuer                          | 20. Mai 2012                 | Jochen Nitsch       | Hugo Rendler                                                 | Link |
| 737        | 37        | Von Drachen und Fliegenfischern       | 27. Mai 2012                 | Jochen Nitsch       | Ralph Ströhle, Michael Schulz                                | Link |
| 738        | 38        | Ein Strauß kommt selten allein        | 3. Juni 2012                 | Jochen Nitsch       | Ralph Ströhle, Michael Schulz                                | Link |
| 739        | 39        | Ausflug mit Folgen                    | 10. Juni 2012                | Jochen Nitsch       | Ralph Ströhle, Michael Schulz                                | Link |

### 19. Staffel
| Nr. (ges.) | Nr. (St.) | Originaltitel                     | Erstausstrahlung Deutschland | Regie             | Drehbuch                          | Link |
| ---------- | --------- | --------------------------------- | ---------------------------- | ----------------- | --------------------------------- | ---- |
| 740        | 1         | Badefreuden                       | 16. Sep. 2012                | Karsten Wichniarz | Bettina Bauer-Wörner, Tobias Jost | Link |
| 741        | 2         | Getroffen                         | 23. Sep. 2012                | Karsten Wichniarz | Britta Dünnes                     | Link |
| 742        | 3         | Soundcheck                        | 30. Sep. 2012                | Karsten Wichniarz | Lieselotte Kinskofer              | Link |
| 743        | 4         | Sturmfreie Bude                   | 7. Okt. 2012                 | Karsten Wichniarz | Ute Heers                         | Link |
| 744        | 5         | Blitz aus heiterem Himmel         | 14. Okt. 2012                | Karsten Wichniarz | Ralph Ströhle, Michael Schulz     | Link |
| 745        | 6         | Zwischen Bangen und Hoffen        | 21. Okt. 2012                | Karsten Wichniarz | Ralph Ströhle, Michael Schulz     | Link |
| 746        | 7         | Private Ermittlungen              | 28. Okt. 2012                | Karsten Wichniarz | Anja Massoth                      | Link |
| 747        | 8         | Zeit der Entscheidung             | 4. Nov. 2012                 | Karsten Wichniarz | Christiane Jörger-Stark           | Link |
| 748        | 9         | Auf kleiner Flamme                | 11. Nov. 2012                | Alexander Wiedl   | Hugo Rendler                      | Link |
| 749        | 10        | Schatten                          | 18. Nov. 2012                | Alexander Wiedl   | Ralph Ströhle, Michael Schulz     | Link |
| 750        | 11        | Kuhkomfort                        | 25. Nov. 2012                | Alexander Wiedl   | Ralph Ströhle, Michael Schulz     | Link |
| 751        | 12        | Auf dem Weg                       | 2. Dez. 2012                 | Alexander Wiedl   | Britta Dünnes                     | Link |
| 752        | 13        | Pantoffelheldinnen                | 9. Dez. 2012                 | Alexander Wiedl   | Bettina Bauer-Wörner, Tobias Jost | Link |
| 753        | 14        | Mit heißer Nadel                  | 16. Dez. 2012                | Alexander Wiedl   | Christiane Jörger-Stark           | Link |
| 754        | 15        | A capella                         | 23. Dez. 2012                | Alexander Wiedl   | Anja Massoth                      | Link |
| 755        | 16        | Das hört ja gut auf!              | 30. Dez. 2012                | Alexander Wiedl   | Franziska Werners                 | Link |
| 756        | 17        | Stürmische Liebschaften           | 6. Jan. 2013                 | Sebastian Monk    | Franziska Werners                 | Link |
| 757        | 18        | Überraschungen                    | 13. Jan. 2013                | Sebastian Monk    | Christiane Jörger-Stark           | Link |
| 758        | 19        | Große Dinge werfen Schatten       | 20. Jan. 2013                | Sebastian Monk    | Britta Dünnes                     | Link |
| 759        | 20        | Wellness                          | 27. Jan. 2013                | Sebastian Monk    | Anja Massoth                      | Link |
| 760        | 21        | Preis-Cego                        | 3. Feb. 2013                 | Sebastian Monk    | Ralph Ströhle, Michael Schulz     | Link |
| 761        | 22        | Narri, Narro XV                   | 10. Feb. 2013                | Sebastian Monk    | Ralph Ströhle, Michael Schulz     | Link |
| 762        | 23        | Unser Dorf soll schlanker werden  | 17. Feb. 2013                | Sebastian Monk    | Bettina Bauer-Wörner, Tobias Jost | Link |
| 763        | 24        | Kochkunst                         | 24. Feb. 2013                | Sebastian Monk    | Ute Heers                         | Link |
| 764        | 25        | Das Leben ist eine Baustelle      | 3. März 2013                 | Alexander Wiedl   | Ute Heers                         | Link |
| 765        | 26        | Illegal                           | 10. März 2013                | Alexander Wiedl   | Britta Dünnes                     | Link |
| 766        | 27        | Schwerstarbeit                    | 17. März 2013                | Alexander Wiedl   | Anja Massoth                      | Link |
| 767        | 28        | Reifeprüfung                      | 24. März 2013                | Alexander Wiedl   | Christiane Jörger-Stark           | Link |
| 768        | 29        | Schlank und fit                   | 31. März 2013                | Alexander Wiedl   | Bettina Bauer-Wörner, Tobias Jost | Link |
| 769        | 30        | Gewinn und Verlust                | 7. Apr. 2013                 | Alexander Wiedl   | Franziska Werners                 | Link |
| 770        | 31        | Bauer für zwei Wochen             | 14. Apr. 2013                | Alexander Wiedl   | Ralph Ströhle, Michael Schulz     | Link |
| 771        | 32        | Von Kühen und anderen Freundinnen | 21. Apr. 2013                | Alexander Wiedl   | Ralph Ströhle, Michael Schulz     | Link |
| 772        | 33        | Angebote                          | 28. Apr. 2013                | Jochen Nitsch     | Franziska Werners                 | Link |
| 773        | 34        | Krisenstimmung                    | 5. Mai 2013                  | Jochen Nitsch     | Christiane Jörger-Stark           | Link |
| 774        | 35        | Im tiefen Tal                     | 12. Mai 2013                 | Jochen Nitsch     | Hugo Rendler                      | Link |
| 775        | 36        | Der Reinfall                      | 19. Mai 2013                 | Jochen Nitsch     | Ralph Ströhle, Michael Schulz     | Link |
| 776        | 37        | Die grüne Mamba                   | 26. Mai 2013                 | Jochen Nitsch     | Ralph Ströhle, Michael Schulz     | Link |
| 777        | 38        | Die innere Mitte                  | 2. Juni 2013                 | Jochen Nitsch     | Anja Massoth                      | Link |
| 778        | 39        | Meisterlich                       | 9. Juni 2013                 | Jochen Nitsch     | Bettina Bauer-Wörner, Tobias Jost | Link |
| 779        | 40        | Der Weg                           | 16. Juni 2013                | Jochen Nitsch     | Britta Dünnes                     | Link |

### 20. Staffel
| Nr. (ges.) | Nr. (St.) | Originaltitel             | Erstausstrahlung Deutschland | Regie               | Drehbuch                          | Link |
| ---------- | --------- | ------------------------- | ---------------------------- | ------------------- | --------------------------------- | ---- |
| 780        | 1         | Freud und Leid            | 15. Sep. 2013                | Ulf Janssen         | Franziska Werners                 | Link |
| 781        | 2         | Entweder oder             | 22. Sep. 2013                | Ulf Janssen         | Christiane Jörger-Stark           | Link |
| 782        | 3         | Ewige Jugend              | 29. Sep. 2013                | Ulf Janssen         | Anja Massoth                      | Link |
| 783        | 4         | Natürliche Schönheit      | 6. Okt. 2013                 | Ulf Janssen         | Bettina Bauer-Wörner, Tobias Jost | Link |
| 784        | 5         | Das Rauschen des Windes   | 13. Okt. 2013                | Ulf Janssen         | Carolin Otterbach                 | Link |
| 785        | 6         | Abgetaucht                | 20. Okt. 2013                | Ulf Janssen         | Ralph Ströhle, Michael Schulz     | Link |
| 786        | 7         | Erleuchtung               | 27. Okt. 2013                | Ulf Janssen         | Ralph Ströhle, Michael Schulz     | Link |
| 787        | 8         | Wegweiser                 | 3. Nov. 2013                 | Ulf Janssen         | Britta Dünnes                     | Link |
| 788        | 9         | Die Logik hinkt           | 10. Nov. 2013                | Karsten Wichniarz   | Ralph Ströhle, Michael Schulz     | Link |
| 789        | 10        | Spontanheilung            | 17. Nov. 2013                | Karsten Wichniarz   | Ralph Ströhle, Michael Schulz     | Link |
| 790        | 11        | Wohl oder übel            | 24. Nov. 2013                | Karsten Wichniarz   | Hugo Rendler                      | Link |
| 791        | 12        | Helfende Hände            | 1. Dez. 2013                 | Karsten Wichniarz   | Christiane Jörger-Stark           | Link |
| 792        | 13        | Suche                     | 8. Dez. 2013                 | Karsten Wichniarz   | Britta Dünnes                     | Link |
| 793        | 14        | Zugvögel                  | 15. Dez. 2013                | Karsten Wichniarz   | Franziska Werners                 | Link |
| 794        | 15        | Mondholz                  | 22. Dez. 2013                | Karsten Wichniarz   | Ute Heers                         | Link |
| 795        | 16        | Rückkehrer                | 29. Dez. 2013                | Karsten Wichniarz   | Anja Massoth                      | Link |
| 796        | 17        | Neues Jahr – neues Glück  | 5. Jan. 2014                 | Dagmar von Chappuis | Christiane Jörger-Stark           | Link |
| 797        | 18        | Der Retter                | 12. Jan. 2014                | Dagmar von Chappuis | Ralph Ströhle, Michael Schulz     | Link |
| 798        | 19        | Hundert Jahre Glück       | 19. Jan. 2014                | Dagmar von Chappuis | Ralph Ströhle, Michael Schulz     | Link |
| 799        | 20        | Geheime Pläne             | 26. Jan. 2014                | Dagmar von Chappuis | Anja Massoth                      | Link |
| 800        | 21        | Neue Verbündete           | 2. Feb. 2014                 | Dagmar von Chappuis | Ute Heers                         | Link |
| 801        | 22        | Liebe und Eifersucht      | 9. Feb. 2014                 | Dagmar von Chappuis | Britta Dünnes                     | Link |
| 802        | 23        | Krisenherd                | 16. Feb. 2014                | Dagmar von Chappuis | Carolin Otterbach                 | Link |
| 803        | 24        | Überzeugungstäter         | 23. Feb. 2014                | Jochen Nitsch       | Bettina Bauer-Wörner, Tobias Jost | Link |
| 804        | 25        | Narri, Narro XVI          | 2. März 2014                 | Jochen Nitsch       | Thomas Baumann                    | Link |
| 805        | 26        | Gut und Böse              | 9. März 2014                 | Jochen Nitsch       | Carolin Otterbach                 | Link |
| 806        | 27        | Fähnchen nach dem Wind    | 16. März 2014                | Jochen Nitsch       | Britta Dünnes                     | Link |
| 807        | 28        | Hinterhältig              | 23. März 2014                | Jochen Nitsch       | Christiane Jörger-Stark           | Link |
| 808        | 29        | Verfolgt                  | 30. März 2014                | Jochen Nitsch       | Ralph Ströhle, Michael Schulz     | Link |
| 809        | 30        | Tiefe Wunden              | 6. Apr. 2014                 | Jochen Nitsch       | Ralph Ströhle, Michael Schulz     | Link |
| 810        | 31        | Herzblatt                 | 13. Apr. 2014                | Jochen Nitsch       | Ute Heers                         | Link |
| 811        | 32        | Entflammt und ausgebrannt | 20. Apr. 2014                | Jochen Nitsch       | Anja Massoth                      | Link |
| 812        | 33        | Auftragsarbeit            | 27. Apr. 2014                | Ulf Janssen         | Britta Dünnes                     | Link |
| 813        | 34        | Rettung                   | 4. Mai 2014                  | Ulf Janssen         | Bettina Bauer-Wörner, Tobias Jost | Link |
| 814        | 35        | Gekreuzte Klingen         | 11. Mai 2014                 | Ulf Janssen         | Christiane Jörger-Stark           | Link |
| 815        | 36        | "Paare, Passanten"        | 18. Mai 2014                 | Ulf Janssen         | Anja Massoth                      | Link |
| 816        | 37        | Der Marathon              | 25. Mai 2014                 | Ulf Janssen         | Ute Heers                         | Link |
| 817        | 38        | Familienfest              | 1. Juni 2014                 | Ulf Janssen         | Ralph Ströhle, Michael Schulz     | Link |
| 818        | 39        | Köhlernächte              | 8. Juni 2014                 | Ulf Janssen         | Ralph Ströhle, Michael Schulz     | Link |
| 819        | 40        | Reiche Ernte              | 15. Juni 2014                | Ulf Janssen         | Hugo Rendler                      | Link |

### 21. Staffel
| Nr. (ges.) | Nr. (St.) | Originaltitel             | Erstausstrahlung Deutschland | Regie             | Drehbuch                          | Link |
| ---------- | --------- | ------------------------- | ---------------------------- | ----------------- | --------------------------------- | ---- |
| 820        | 1         | Rezepte fürs Glück        | 14. Sep. 2014                | Sebastian Monk    | Ralph Ströhle, Michael Schulz     | Link |
| 821        | 2         | Hochzeit mit Hindernissen | 21. Sep. 2014                | Sebastian Monk    | Ralph Ströhle, Michael Schulz     | Link |
| 822        | 3         | Gute Aussichten           | 28. Sep. 2014                | Sebastian Monk    | Bettina Bauer-Wörner, Tobias Jost | Link |
| 823        | 4         | Wonnepfad                 | 5. Okt. 2014                 | Sebastian Monk    | Anja Massoth                      | Link |
| 824        | 5         | Eine Frage der Technik    | 12. Okt. 2014                | Sebastian Monk    | Britta Dünnes                     | Link |
| 825        | 6         | Die Brennesselpeitsche    | 19. Okt. 2014                | Sebastian Monk    | Ute Heers                         | Link |
| 826        | 7         | Neue Ideen                | 26. Okt. 2014                | Sebastian Monk    | Carolin Otterbach                 | Link |
| 827        | 8         | Bäuerin für einen Tag     | 2. Nov. 2014                 | Sebastian Monk    | Christiane Jörger-Stark           | Link |
| 828        | 9         | Tiere bis unters Dach     | 9. Nov. 2014                 | Alexander Wiedl   | Christiane Jörger-Stark           | Link |
| 829        | 10        | Zurück in die Zukunft     | 16. Nov. 2014                | Alexander Wiedl   | Ralph Ströhle, Michael Schulz     | Link |
| 830        | 11        | Esel auf Abwegen          | 23. Nov. 2014                | Alexander Wiedl   | Ralph Ströhle, Michael Schulz     | Link |
| 831        | 12        | Stressfaktor              | 30. Nov. 2014                | Alexander Wiedl   | Hugo Rendler                      | Link |
| 832        | 13        | Die Niederlage            | 7. Dez. 2014                 | Alexander Wiedl   | Carolin Otterbach                 | Link |
| 833        | 14        | Frauenpower               | 14. Dez. 2014                | Alexander Wiedl   | Bettina Bauer-Wörner, Tobias Jost | Link |
| 834        | 15        | Chaotische Verhältnisse   | 21. Dez. 2014                | Alexander Wiedl   | Britta Dünnes                     | Link |
| 835        | 16        | Alles Theater             | 28. Dez. 2014                | Alexander Wiedl   | Anja Massoth                      | Link |
| 836        | 17        | Starke Kerle              | 4. Jan. 2015                 | Karsten Wichniarz | Ute Heers                         | Link |
| 837        | 18        | Sturmschaden              | 11. Jan. 2015                | Karsten Wichniarz | Christiane Jörger-Stark           | Link |
| 838        | 19        | Stetes Tröpfchen          | 18. Jan. 2015                | Karsten Wichniarz | Britta Dünnes                     | Link |
| 839        | 20        | Der Ruf des Auerhahns     | 25. Jan. 2015                | Karsten Wichniarz | Bettina Bauer-Wörner, Tobias Jost | Link |
| 840        | 21        | Räuber                    | 1. Feb. 2015                 | Karsten Wichniarz | Anja Massoth                      | Link |
| 841        | 22        | Schluss mit lustig        | 8. Feb. 2015                 | Karsten Wichniarz | Ralph Ströhle, Michael Schulz     | Link |
| 842        | 23        | Narri, Narro XVII         | 15. Feb. 2015                | Karsten Wichniarz | Ralph Ströhle, Michael Schulz     | Link |
| 843        | 24        | Morgenluft                | 22. Feb. 2015                | Karsten Wichniarz | Hugo Rendler                      | Link |
| 844        | 25        | Überraschung!             | 1. März 2015                 | Sebastian Monk    | Carolin Otterbach                 | Link |
| 845        | 26        | Über Kreuz                | 8. März 2015                 | Sebastian Monk    | Britta Dünnes                     | Link |
| 846        | 27        | Politik                   | 15. März 2015                | Sebastian Monk    | Anja Massoth                      | Link |
| 847        | 28        | Eselwanderung             | 22. März 2015                | Sebastian Monk    | Ralph Ströhle, Michael Schulz     | Link |
| 848        | 29        | Bärendienst               | 29. März 2015                | Sebastian Monk    | Ralph Ströhle, Michael Schulz     | Link |
| 849        | 30        | Der Fremde                | 5. Apr. 2015                 | Sebastian Monk    | Christiane Jörger-Stark           | Link |
| 850        | 31        | Kriegswunden              | 12. Apr. 2015                | Sebastian Monk    | Ute Heers                         | Link |
| 851        | 32        | Unpässlich                | 19. Apr. 2015                | Sebastian Monk    | Bettina Bauer-Wörner, Tobias Jost | Link |
| 852        | 33        | Ohne Wasser               | 26. Apr. 2015                | Ulf Janssen       | Hugo Rendler                      | Link |
| 853        | 34        | Frohe Botschaft           | 3. Mai 2015                  | Ulf Janssen       | Bettina Bauer-Wörner, Tobias Jost | Link |
| 854        | 35        | Der letzte Tropfen        | 10. Mai 2015                 | Ulf Janssen       | Ralph Ströhle, Michael Schulz     | Link |
| 855        | 36        | Talsohle                  | 17. Mai 2015                 | Ulf Janssen       | Ralph Ströhle, Michael Schulz     | Link |
| 856        | 37        | Größenwahn                | 24. Mai 2015                 | Ulf Janssen       | Christiane Jörger-Stark           | Link |
| 857        | 38        | Karaoke                   | 31. Mai 2015                 | Ulf Janssen       | Britta Dünnes                     | Link |
| 858        | 39        | So ein Theater            | 7. Juni 2015                 | Ulf Janssen       | Caroline Draber, Wolfgang Klein   | Link |
| 859        | 40        | Tollkühne Dame            | 14. Juni 2015                | Ulf Janssen       | Anja Massoth                      | Link |

### 22. Staffel
| Nr. (ges.) | Nr. (St.) | Originaltitel              | Erstausstrahlung Deutschland | Regie               | Drehbuch                                             | Link |
| ---------- | --------- | -------------------------- | ---------------------------- | ------------------- | ---------------------------------------------------- | ---- |
| 860        | 1         | Kraftakt                   | 13. Sep. 2015                | Jochen Nitsch       | Bettina Bauer-Wörner, Tobias Jost                    | Link |
| 861        | 2         | Willkommen im Leben        | 20. Sep. 2015                | Jochen Nitsch       | Britta Dünnes                                        | Link |
| 862        | 3         | Zickenalarm                | 27. Sep. 2015                | Jochen Nitsch       | Christiane Jörger-Stark                              | Link |
| 863        | 4         | Schwarzwaldrallye          | 4. Okt. 2015                 | Jochen Nitsch       | Anja Massoth                                         | Link |
| 864        | 5         | Goldige Oldies             | 11. Okt. 2015                | Jochen Nitsch       | Ute Förderer-Heers                                   | Link |
| 865        | 6         | Flüssiges Gold             | 18. Okt. 2015                | Jochen Nitsch       | Ralph Ströhle, Michael Schulz                        | Link |
| 866        | 7         | Teilhaber                  | 25. Okt. 2015                | Jochen Nitsch       | Ralph Ströhle, Michael Schulz                        | Link |
| 867        | 8         | Ganz großes Drama          | 1. Nov. 2015                 | Jochen Nitsch       | Carolin Otterbach                                    | Link |
| 868        | 9         | Bis zur Erschöpfung        | 8. Nov. 2015                 | Alexander Wiedl     | Anja Massoth                                         | Link |
| 869        | 10        | Feld, Wald und Wiese       | 15. Nov. 2015                | Alexander Wiedl     | Christiane Jörger-Stark                              | Link |
| 870        | 11        | Das Gold der Zukunft       | 22. Nov. 2015                | Alexander Wiedl     | Ralph Ströhle, Michael Schulz                        | Link |
| 871        | 12        | Jetzt oder nie             | 29. Nov. 2015                | Alexander Wiedl     | Ralph Ströhle, Michael Schulz                        | Link |
| 872        | 13        | Heimat, Wald und Nikolausi | 6. Dez. 2015                 | Alexander Wiedl     | Thomas Baumann                                       | Link |
| 873        | 14        | Stille Mess’               | 13. Dez. 2015                | Alexander Wiedl     | Ute Förderer-Heers                                   | Link |
| 874        | 15        | Funkstille                 | 20. Dez. 2015                | Alexander Wiedl     | Bettina Bauer-Wörner, Tobias Jost                    | Link |
| 875        | 16        | Fest der Liebe             | 27. Dez. 2015                | Alexander Wiedl     | Britta Dünnes                                        | Link |
| 876        | 17        | Das fängt ja gut an        | 3. Jan. 2016                 | Dagmar von Chappuis | Britta Dünnes                                        | Link |
| 877        | 18        | Vaterfreuden               | 10. Jan. 2016                | Dagmar von Chappuis | Christiane Jörger-Stark                              | Link |
| 878        | 19        | Forderungen                | 17. Jan. 2016                | Dagmar von Chappuis | Thomas Baumann                                       | Link |
| 879        | 20        | Nicht gut Kirschen essen   | 24. Jan. 2016                | Dagmar von Chappuis | Carolin Otterbach                                    | Link |
| 880        | 21        | Hund und Katz              | 31. Jan. 2016                | Dagmar von Chappuis | Ralph Ströhle, Michael Schulz                        | Link |
| 881        | 22        | Narri, Narro XVIII         | 7. Feb. 2016                 | Dagmar von Chappuis | Ralph Ströhle, Michael Schulz                        | Link |
| 882        | 23        | Partner?!                  | 14. Feb. 2016                | Dagmar von Chappuis | Anja Massoth                                         | Link |
| 883        | 24        | Notfallpläne               | 21. Feb. 2016                | Dagmar von Chappuis | Caroline Draber, Wolfgang Klein                      | Link |
| 884        | 25        | Verborgene Liebe           | 28. Feb. 2016                | Jochen Nitsch       | Hugo Rendler                                         | Link |
| 885        | 26        | Offene Geheimnisse         | 6. März 2016                 | Jochen Nitsch       | Ralph Ströhle, Michael Schulz                        | Link |
| 886        | 27        | Gesucht und gefunden       | 13. März 2016                | Jochen Nitsch       | Ralph Ströhle, Michael Schulz                        | Link |
| 887        | 28        | Hase und Igel              | 20. März 2016                | Jochen Nitsch       | Caroline Draber, Wolfgang Klein                      | Link |
| 888        | 29        | Das Gelbe vom Ei           | 27. März 2016                | Jochen Nitsch       | Britta Dünnes                                        | Link |
| 889        | 30        | Hypp, App, Chi             | 3. Apr. 2016                 | Jochen Nitsch       | Anja Massoth                                         | Link |
| 890        | 31        | Echt seltsam               | 10. Apr. 2016                | Jochen Nitsch       | Christiane Jörger-Stark                              | Link |
| 891        | 32        | Alles inklusive            | 17. Apr. 2016                | Jochen Nitsch       | Bettina Bauer-Wörner, Tobias Jost, Carolin Otterbach | Link |
| 892        | 33        | Spurensuche                | 24. Apr. 2016                | Karsten Wichniarz   | Anja Massoth                                         | Link |
| 893        | 34        | Perspektiven               | 1. Mai 2016                  | Karsten Wichniarz   | Ute Förderer-Heers                                   | Link |
| 894        | 35        | Verwirrung                 | 8. Mai 2016                  | Karsten Wichniarz   | Caroline Draber, Wolfgang Klein                      | Link |
| 895        | 36        | Kummerkasten               | 15. Mai 2016                 | Karsten Wichniarz   | Carolin Otterbach                                    | Link |
| 896        | 37        | Das Gift                   | 22. Mai 2016                 | Karsten Wichniarz   | Ralph Ströhle, Michael Schulz                        | Link |
| 897        | 38        | Abbitte                    | 29. Mai 2016                 | Karsten Wichniarz   | Ralph Ströhle, Michael Schulz                        | Link |
| 898        | 39        | Bleiben oder gehen         | 5. Juni 2016                 | Karsten Wichniarz   | Christiane Jörger-Stark                              | Link |
| 899        | 40        | Diagnose                   | 12. Juni 2016                | Karsten Wichniarz   | Britta Dünnes                                        | Link |

### 23. Staffel
| Nr. (ges.) | Nr. (St.) | Originaltitel                | Erstausstrahlung Deutschland | Regie           | Drehbuch                           | Link |
| ---------- | --------- | ---------------------------- | ---------------------------- | --------------- | ---------------------------------- | ---- |
| 900        | 1         | Einer trage des anderen Last | 11. Sep. 2016                | Sebastian Monk  | Christiane Jörger-Stark            | Link |
| 901        | 2         | Geburtstagskind              | 18. Sep. 2016                | Sebastian Monk  | Britta Dünnes                      | Link |
| 902        | 3         | Oberwasser                   | 25. Sep. 2016                | Sebastian Monk  | Hugo Rendler                       | Link |
| 903        | 4         | Grabenkämpfe                 | 2. Okt. 2016                 | Sebastian Monk  | Ralph Ströhle, Michael Schulz      | Link |
| 904        | 5         | Wie du mir...                | 9. Okt. 2016                 | Sebastian Monk  | Ralph Ströhle, Michael Schulz      | Link |
| 905        | 6         | Vollmacht                    | 16. Okt. 2016                | Sebastian Monk  | Anja Massoth                       | Link |
| 906        | 7         | Stunde der Wahrheit          | 23. Okt. 2016                | Sebastian Monk  | Bettina Bauer-Wörner, Tobias Jost  | Link |
| 907        | 8         | Familienrat                  | 30. Okt. 2016                | Sebastian Monk  | Ute Förderer-Heers                 | Link |
| 908        | 9         | Offenbarung                  | 6. Nov. 2016                 | Esther Wenger   | Bettina Bauer-Wörner, Tobias Jost  | Link |
| 909        | 10        | Wut und Sorge                | 13. Nov. 2016                | Esther Wenger   | Christiane Jörger-Stark            | Link |
| 910        | 11        | Holzdieb                     | 20. Nov. 2016                | Esther Wenger   | Ralph Ströhle, Michael Schulz      | Link |
| 911        | 12        | Eiszeit                      | 27. Nov. 2016                | Esther Wenger   | Ralph Ströhle, Michael Schulz      | Link |
| 912        | 13        | Heiße Überraschung           | 4. Dez. 2016                 | Esther Wenger   | Anja Massoth                       | Link |
| 913        | 14        | Im falschen Film             | 11. Dez. 2016                | Esther Wenger   | Caroline Draber, Wolfgang Klein    | Link |
| 914        | 15        | Von Tannen und Pannen        | 18. Dez. 2016                | Esther Wenger   | Britta Dünnes                      | Link |
| 915        | 16        | Friedliche Weihnachten       | 25. Dez. 2016                | Esther Wenger   | Carolin Otterbach                  | Link |
| 916        | 17        | Schattensprünge              | 1. Jan. 2017                 | Alexander Wiedl | Bettina Bauer-Wörner, Tobias Jost  | Link |
| 917        | 18        | Gäste aus Fernost            | 8. Jan. 2017                 | Alexander Wiedl | Britta Dünnes                      | Link |
| 918        | 19        | Schlaflos im Schwarzwald     | 15. Jan. 2017                | Alexander Wiedl | Anja Massoth                       | Link |
| 919        | 20        | Mord und Totschlag           | 22. Jan. 2017                | Alexander Wiedl | Ute Förderer-Heers, Michael Schulz | Link |
| 920        | 21        | Zu spät                      | 29. Jan. 2017                | Alexander Wiedl | Christian Jörger-Stark             | Link |
| 921        | 22        | Pest und Cholera             | 5. Feb. 2017                 | Alexander Wiedl | Ralph Ströhle, Michael Schulz      | Link |
| 922        | 23        | Fleischlos glücklich         | 12. Feb. 2017                | Alexander Wiedl | Ralph Ströhle, Michael Schulz      | Link |
| 923        | 24        | Der fabelhafte Constantin    | 19. Feb. 2017                | Alexander Wiedl | Caroline Draber, Wolfgang Klein    | Link |
| 924        | 25        | Narri, Narro XIX             | 26. Feb. 2017                | Ulf Janssen     | Thomas Baumann                     | Link |
| 925        | 26        | Nachbarn                     | 5. März 2017                 | Ulf Janssen     | Bettina Bauer-Wörner, Tobias Jost  | Link |
| 926        | 27        | Zugebuttert                  | 12. März 2017                | Ulf Janssen     | Britta Dünnes                      | Link |
| 927        | 28        | Schwere Prüfungen            | 19. März 2017                | Ulf Janssen     | Anja Massoth                       | Link |
| 928        | 29        | Schnapsidee                  | 26. März 2017                | Ulf Janssen     | Ralph Ströhle, Michael Schulz      | Link |
| 929        | 30        | Gefahr in Verzug             | 2. Apr. 2017                 | Ulf Janssen     | Ralph Ströhle, Michael Schulz      | Link |
| 930        | 31        | Intensivstation              | 9. Apr. 2017                 | Ulf Janssen     | Carolin Otterbach                  | Link |
| 931        | 32        | Unerwartet                   | 16. Apr. 2017                | Ulf Janssen     | Ute Förderer-Heers                 | Link |
| 932        | 33        | Allianzen                    | 23. Apr. 2017                | Jochen Nitsch   | Britta Dünnes                      | Link |
| 933        | 34        | Unheil                       | 30. Apr. 2017                | Jochen Nitsch   | Caroline Draber, Wolfgang Klein    | Link |
| 934        | 35        | Der perfekte Schwiegersohn   | 7. Mai 2017                  | Jochen Nitsch   | Ralph Ströhle, Michael Schulz      | Link |
| 935        | 36        | Wahlverwandtschaften         | 14. Mai 2017                 | Jochen Nitsch   | Michael Schulz, Ralph Ströhle      | Link |
| 936        | 37        | Unterm Strich                | 21. Mai 2017                 | Jochen Nitsch   | Ute Förderer-Heers                 | Link |
| 937        | 38        | Familienräson                | 28. Mai 2017                 | Jochen Nitsch   | Thomas Baumann                     | Link |
| 938        | 39        | Operation gelungen           | 4. Juni 2017                 | Jochen Nitsch   | Anja Massoth                       | Link |
| 939        | 40        | Kreisläufe                   | 11. Juni 2017                | Jochen Nitsch   | Bettina Bauer-Wörner, Tobias Jost  | Link |

### 24. Staffel
| Nr. (ges.) | Nr. (St.) | Originaltitel              | Erstausstrahlung Deutschland | Regie                          | Drehbuch                                        | Link |
| ---------- | --------- | -------------------------- | ---------------------------- | ------------------------------ | ----------------------------------------------- | ---- |
| 940        | 1         | Blick zurück im Zorn       | 17. Sep. 2017                | Karsten Wichniarz              | Thomas Baumann                                  | Link |
| 941        | 2         | Stürmische Zeiten          | 24. Sep. 2017                | Karsten Wichniarz              | Ralph Ströhle, Michael Schulz                   | Link |
| 942        | 3         | Klein und fein             | 1. Okt. 2017                 | Karsten Wichniarz              | Ralph Ströhle, Michael Schulz                   | Link |
| 943        | 4         | Abgebügelt                 | 8. Okt. 2017                 | Karsten Wichniarz              | Carolin Draber, Wolfgang Klein                  | Link |
| 944        | 5         | Jede Menge Angebote        | 15. Okt. 2017                | Karsten Wichniarz              | Christiane Jörger-Stark                         | Link |
| 945        | 6         | Spielzeit                  | 22. Okt. 2017                | Karsten Wichniarz              | Britta Dünnes                                   | Link |
| 946        | 7         | Zum Verzweifeln            | 29. Okt. 2017                | Karsten Wichniarz              | Anja Massoth                                    | Link |
| 947        | 8         | Aktenlage                  | 5. Nov. 2017                 | Karsten Wichniarz              | Britta Dünnes, Bettina Bauer-Wörner             | Link |
| 948        | 9         | Das Schweigen danach       | 12. Nov. 2017                | Dagmar von Chappuis            | Ute Förderer-Heers                              | Link |
| 949        | 10        | Der Melkroboter            | 19. Nov. 2017                | Dagmar von Chappuis            | Caroline Draber, Wolfgang Klein                 | Link |
| 950        | 11        | Lotusblume                 | 26. Nov. 2017                | Dagmar von Chappuis            | Ralph Ströhle, Michael Schulz                   | Link |
| 951        | 12        | Wundbrand                  | 3. Dez. 2017                 | Dagmar von Chappuis            | Carolin Otterbach                               | Link |
| 952        | 13        | Vater und Sohn             | 10. Dez. 2017                | Dagmar von Chappuis            | Ursula Diebold                                  | Link |
| 953        | 14        | Ein Traum von einem Baum   | 17. Dez. 2017                | Dagmar von Chappuis            | Britta Dünnes                                   | Link |
| 954        | 15        | Weihnachtswunder           | 24. Dez. 2017                | Dagmar von Chappuis            | Anja Massoth                                    | Link |
| 955        | 16        | Große Oper                 | 31. Dez. 2017                | Dagmar von Chappuis            | Bettina Bauer-Wörner, Tobias Jost               | Link |
| 956        | 17        | Ganzer Einsatz             | 7. Jan. 2018                 | Sebastian Monk                 | Ralph Ströhle, Michael Schulz                   | Link |
| 957        | 18        | Kurswechsel                | 14. Jan. 2018                | Sebastian Monk                 | Ralph Ströhle, Michael Schulz                   | Link |
| 958        | 19        | Altlasten                  | 21. Jan. 2018                | Sebastian Monk                 | Anja Massoth                                    | Link |
| 959        | 20        | Verhandlungen              | 28. Jan. 2018                | Sebastian Monk                 | Ursula Diebold                                  | Link |
| 960        | 21        | Heiße Spur                 | 4. Feb. 2018                 | Sebastian Monk                 | Caroline Draber, Wolfgang Klein                 | Link |
| 961        | 22        | Narri, Narro XX            | 11. Feb. 2018                | Sebastian Monk                 | Hugo Rendler                                    | Link |
| 962        | 23        | Reines Gewissen            | 18. Feb. 2018                | Sebastian Monk                 | Christiane Jörger-Stark                         | Link |
| 963        | 24        | Tiefes Tal                 | 25. Feb. 2018                | Sebastian Monk                 | Bettina Bauer-Wörner, Tobias Jost               | Link |
| 964        | 25        | Licht und Dunkel           | 4. März 2018                 | Alexander Wiedl                | Bettina Bauer-Wörner, Tobias Jost               | Link |
| 965        | 26        | Der Vergessliche           | 11. März 2018                | Alexander Wiedl                | Ursula Diebold                                  | Link |
| 966        | 27        | Blick nach vorn            | 18. März 2018                | Alexander Wiedl, Jochen Nitsch | Thomas Baumann, Caroline Draber, Wolfgang Klein | Link |
| 967        | 28        | Fremdkörper                | 25. März 2018                | Alexander Wiedl                | Anja Massoth                                    | Link |
| 968        | 29        | Anders wohnen              | 1. Apr. 2018                 | Alexander Wiedl                | Ralph Ströhle, Michael Schulz                   | Link |
| 969        | 30        | Vorsicht, Baustellen!      | 8. Apr. 2018                 | Alexander Wiedl                | Ralph Ströhle, Michael Schulz                   | Link |
| 970        | 31        | Den Wald vor lauter Bäumen | 15. Apr. 2018                | Alexander Wiedl                | Carolin Otterbach                               | Link |
| 971        | 32        | Die Praktikantin           | 22. Apr. 2018                | Alexander Wiedl                | Christiane Jörger-Stark                         | Link |
| 972        | 33        | Missglückt                 | 29. Apr. 2018                | Jochen Nitsch                  | Ralph Ströhle, Michael Schulz                   | Link |
| 973        | 34        | Vollernter                 | 6. Mai 2018                  | Jochen Nitsch                  | Michael Schulz, Ralph Ströhle                   | Link |
| 974        | 35        | Ein Bike für zwei          | 13. Mai 2018                 | Jochen Nitsch                  | Caroline Otterbach                              | Link |
| 975        | 36        | Entbrannt                  | 20. Mai 2018                 | Jochen Nitsch                  | Bettina Bauer-Wörner, Tobias Jost               | Link |
| 976        | 37        | Beste Freunde              | 27. Mai 2018                 | Jochen Nitsch                  | Christiane Jörger-Stark                         | Link |
| 977        | 38        | Familiengericht            | 3. Juni 2018                 | Jochen Nitsch                  | Anja Massoth                                    | Link |
| 978        | 39        | Klingende Münzen           | 10. Juni 2018                | Jochen Nitsch                  | Caroline Draber, Wolfgang Klein                 | Link |
| 979        | 40        | Weg ins Glück              | 17. Juni 2018                | Jochen Nitsch                  | Lieselotte Kinskofer                            | Link |

### 25. Staffel
| Nr. (ges.) | Nr. (St.) | Originaltitel            | Erstausstrahlung Deutschland | Regie               | Drehbuch                          | Link |
| ---------- | --------- | ------------------------ | ---------------------------- | ------------------- | --------------------------------- | ---- |
| 980        | 1         | Neuer Glanz              | 16. Sep. 2018                | Ulf Janssen         | Anja Massoth                      | Link |
| 981        | 2         | Brandneu                 | 23. Sep. 2018                | Ulf Janssen         | Lieselotte Kinskofer              | Link |
| 982        | 3         | Workflow                 | 30. Sep. 2018                | Ulf Janssen         | Ralph Ströhle, Michael Schulz     | Link |
| 983        | 4         | Notbremse                | 7. Okt. 2018                 | Ulf Janssen         | Ralph Ströhle, Michael Schulz     | Link |
| 984        | 5         | Schockzustand            | 14. Okt. 2018                | Ulf Janssen         | Caroline Draber, Wolfgang Klein   | Link |
| 985        | 6         | Dunkle Wolken            | 21. Okt. 2018                | Ulf Janssen         | Ursula Diebold                    | Link |
| 986        | 7         | Unmoralisches Angebot    | 28. Okt. 2018                | Ulf Janssen         | Bettina Bauer-Wörner, Tobias Jost | Link |
| 987        | 8         | Harte Konsequenzen       | 4. Nov. 2018                 | Ulf Janssen         | Christiane Jörger-Stark           | Link |
| 988        | 9         | An allen Ecken und Enden | 11. Nov. 2018                | Dagmar von Chappuis | Ursula Diebold                    | Link |
| 989        | 10        | Auf der Suche            | 18. Nov. 2018                | Dagmar von Chappuis | Caroline Draber, Wolfgang Klein   | Link |
| 990        | 11        | Träume für Räume         | 25. Nov. 2018                | Dagmar von Chappuis | Anja Massoth                      | Link |
| 991        | 12        | Sand im Getriebe         | 2. Dez. 2018                 | Dagmar von Chappuis | Carolin Otterbach                 | Link |
| 992        | 13        | Offenbarungen            | 9. Dez. 2018                 | Dagmar von Chappuis | Ralph Ströhle, Michael Schulz     | Link |
| 993        | 14        | Herz über Kopf           | 16. Dez. 2018                | Dagmar von Chappuis | Ralph Ströhle, Michael Schulz     | Link |
| 994        | 15        | Weihnachtschaos          | 23. Dez. 2018                | Dagmar von Chappuis | Christiane Jörger-Stark           | Link |
| 995        | 16        | Geständnis               | 30. Dez. 2018                | Dagmar von Chappuis | Bettina Bauer-Wörner, Tobias Jost | Link |
| 996        | 17        | Tiefschlag               | 6. Jan. 2019                 | Karsten Wichniarz   | Anja Massoth                      | Link |
| 997        | 18        | Sorgentelefon            | 13. Jan. 2019                | Karsten Wichniarz   | Wolfgang Klein, Carolin Draber    | Link |
| 998        | 19        | Nachlauf                 | 20. Jan. 2019                | Karsten Wichniarz   | Lieselotte Kinskofer              | Link |
| 999        | 20        | Vermittlungsversuch      | 27. Jan. 2019                | Karsten Wichniarz   | Christiane Jörger-Stark           | Link |
| 1000       | 21        | Harsche Kritik           | 3. Feb. 2019                 | Karsten Wichniarz   | Carolin Otterbach                 | Link |
| 1001       | 22        | Haderlump                | 10. Feb. 2019                | Karsten Wichniarz   | Ralph Ströhle, Michael Schulz     | Link |
| 1002       | 23        | Unter Nachbarn           | 17. Feb. 2019                | Karsten Wichniarz   | Ralph Ströhle, Michael Schulz     | Link |
| 1003       | 24        | Aussprache               | 24. Feb. 2019                | Karsten Wichniarz   | Bettina Bauer-Wörner, Tobias Jost | Link |
| 1004       | 25        | Narri, Narro XXI         | 3. März 2019                 | Alexander Wiedl     | Ralph Ströhle, Michael Schulz     | Link |
| 1005       | 26        | Konkurrenz               | 10. März 2019                | Alexander Wiedl     | Britta Dünnes                     | Link |
| 1006       | 27        | Kampfansage              | 17. März 2019                | Alexander Wiedl     | Britta Dünnes                     | Link |
| 1007       | 28        | Frühjahrsputz            | 24. März 2019                | Alexander Wiedl     | Bettina Bauer-Wörner, Tobias Jost | Link |
| 1008       | 29        | Alles Käse               | 31. März 2019                | Alexander Wiedl     | Caroline Draber, Wolfgang Klein   | Link |
| 1009       | 30        | Abwärts                  | 7. Apr. 2019                 | Alexander Wiedl     | Anja Massoth                      | Link |
| 1010       | 31        | Knoten                   | 14. Apr. 2019                | Alexander Wiedl     | Ralph Ströhle, Michael Schulz     | Link |
| 1011       | 32        | Theorie und Praxis       | 21. Apr. 2019                | Alexander Wiedl     | Ursula Diebold                    | Link |
| 1012       | 33        | Neustart                 | 28. Apr. 2019                | Jochen Nitsch       | Christiane Jörger-Stark           | Link |
| 1013       | 34        | Die Fremdgängerin        | 5. Mai 2019                  | Jochen Nitsch       | Ralph Ströhle, Michael Schulz     | Link |
| 1014       | 35        | Teamwork                 | 12. Mai 2019                 | Jochen Nitsch       | Ralph Ströhle, Michael Schulz     | Link |
| 1015       | 36        | Stabile Seitenlage       | 19. Mai 2019                 | Jochen Nitsch       | Britta Dünnes                     | Link |
| 1016       | 37        | Eingerichtet             | 26. Mai 2019                 | Jochen Nitsch       | Bettina Bauer-Wörner, Tobias Jost | Link |
| 1017       | 38        | Gerettet                 | 2. Juni 2019                 | Jochen Nitsch       | Anja Massoth                      | Link |
| 1018       | 39        | So ein Käse!             | 9. Juni 2019                 | Jochen Nitsch       | Lieselotte Kinskofer              | Link |
| 1019       | 40        | Alle zusammen            | 16. Juni 2019                | Jochen Nitsch       | Caroline Draber, Wolfgang Klein   | Link |
| 1020       | 41        | Schweres Gepäck          | 23. Juni 2019                | Jochen Nitsch       | Ute Förderer-Heers                | Link |
| 1021       | 42        | Schwer verdaulich        | 30. Juni 2019                | Jochen Nitsch       | Carolin Otterbach                 | Link |

### 26. Staffel
| Nr. (ges.) | Nr. (St.) | Originaltitel                  | Erstausstrahlung Deutschland | Regie                           | Drehbuch                          | Link |
| ---------- | --------- | ------------------------------ | ---------------------------- | ------------------------------- | --------------------------------- | ---- |
| 1022       | 1         | Es steht eine Mühle...         | 1. Sep. 2019                 | Dagmar von Chappuis             | Johanna Walberer                  | Link |
| 1023       | 2         | Gefährliche Geschäfte          | 8. Sep. 2019                 | Dagmar von Chappuis             | Anja Massoth                      | Link |
| 1024       | 3         | Durch die Blume                | 15. Sep. 2019                | Dagmar von Chappuis             | Carolin Otterbach                 | Link |
| 1025       | 4         | Fünfundzwanzig Jahre           | 22. Sep. 2019                | Dagmar von Chappuis             | Britta Dünnes                     | Link |
| 1026       | 5         | Schmaler Grat                  | 29. Sep. 2019                | Dagmar von Chappuis             | Lieselotte Kinskofer              | Link |
| 1027       | 6         | Kutschfahrt                    | 6. Okt. 2019                 | Dagmar von Chappuis             | Bettina Bauer-Wörner, Tobias Jost | Link |
| 1028       | 7         | Wölfe                          | 13. Okt. 2019                | Dagmar von Chappuis             | Christiane Jörger-Stark           | Link |
| 1029       | 8         | Blut ist dicker                | 20. Okt. 2019                | Dagmar von Chappuis             | Caroline Draber, Wolfgang Klein   | Link |
| 1030       | 9         | Abgemahnt                      | 27. Okt. 2019                | Dagmar von Chappuis             | Ralph Ströhle, Michael Schulz     | Link |
| 1031       | 10        | Es war einmal im Schwarzwald   | 3. Nov. 2019                 | Dagmar von Chappuis             | Ralph Ströhle, Michael Schulz     | Link |
| 1032       | 11        | Nachforschungen                | 10. Nov. 2019                | Sebastian Monk                  | Britta Dünnes                     | Link |
| 1033       | 12        | Stellvertreter                 | 17. Nov. 2019                | Sebastian Monk                  | Lieselotte Kinskofer              | Link |
| 1034       | 13        | ... so ich dir                 | 24. Nov. 2019                | Sebastian Monk                  | Ralph Ströhle, Michael Schulz     | Link |
| 1035       | 14        | Ganz unten                     | 1. Dez. 2019                 | Sebastian Monk                  | Ralph Ströhle, Michael Schulz     | Link |
| 1036       | 15        | Kummernummer                   | 8. Dez. 2019                 | Sebastian Monk                  | Anja Massoth                      | Link |
| 1037       | 16        | Wichteln                       | 15. Dez. 2019                | Sebastian Monk                  | Caroline Draber, Wolfgang Klein   | Link |
| 1038       | 17        | Geschenkt                      | 22. Dez. 2019                | Sebastian Monk, Alexander Wiedl | Bettina Bauer-Wörner, Tobias Jost | Link |
| 1039       | 18        | Der Bart muss ab!              | 29. Dez. 2019                | Sebastian Monk                  | Johanna Walberer                  | Link |
| 1040       | 19        | Start ins neue Jahr            | 5. Jan. 2020                 | Ulf Janssen                     | Caroline Draber, Wolfgang Klein   | Link |
| 1041       | 20        | Überzeugungsarbeit             | 12. Jan. 2020                | Ulf Janssen                     | Bettina Bauer-Wörner, Tobias Jost | Link |
| 1042       | 21        | Lauter Klagen                  | 19. Jan. 2020                | Ulf Janssen                     | Anja Massoth                      | Link |
| 1043       | 22        | Prüfstein                      | 26. Jan. 2020                | Ulf Janssen                     | Johanna Walberer                  | Link |
| 1044       | 23        | Ergebnisse                     | 2. Feb. 2020                 | Ulf Janssen                     | Britta Dünnes                     | Link |
| 1045       | 24        | Sabotage                       | 9. Feb. 2020                 | Ulf Janssen                     | Ralph Ströhle, Michael Schulz     | Link |
| 1046       | 25        | Früchte des Zorns              | 16. Feb. 2020                | Ulf Janssen                     | Ralph Ströhle, Michael Schulz     | Link |
| 1047       | 26        | Narri, Narro XXII              | 23. Feb. 2020                | Ulf Janssen                     | Lieselotte Kinskofer              | Link |
| 1048       | 27        | Wolfsgeheul                    | 1. März 2020                 | Ulf Janssen                     | Christiane Jörger-Stark           | Link |
| 1049       | 28        | Schwere Geschütze              | 8. März 2020                 | Alexander Wiedl                 | Johanna Walberer                  | Link |
| 1050       | 29        | Von Wölfen und Schafen         | 15. März 2020                | Alexander Wiedl                 | Lieselotte Kinskofer              | Link |
| 1051       | 30        | Offen für alles                | 22. März 2020                | Alexander Wiedl                 | Bettina Bauer-Wörner, Tobias Jost | Link |
| 1052       | 31        | Offene Tür                     | 29. März 2020                | Alexander Wiedl                 | Britta Dünnes                     | Link |
| 1053       | 32        | Sie haben Ihr Ziel erreicht!   | 5. Apr. 2020                 | Alexander Wiedl                 | Anja Massoth                      | Link |
| 1054       | 33        | Alles, was Recht ist           | 12. Apr. 2020                | Alexander Wiedl                 | Carolin Otterbach                 | Link |
| 1055       | 34        | Frischfleisch                  | 19. Apr. 2020                | Alexander Wiedl                 | Christiane Jörger-Stark           | Link |
| 1056       | 35        | Unsichtbar                     | 26. Apr. 2020                | Alexander Wiedl                 | Ralph Ströhle, Michael Schulz     | Link |
| 1057       | 36        | Ruf nach Konsequenzen          | 3. Mai 2020                  | Alexander Wiedl                 | Ralph Ströhle, Michael Schulz     | Link |
| 1058       | 37        | Wer heilt, hat Recht           | 10. Mai 2020                 | Jochen Nitsch                   | Johanna Walberer                  | Link |
| 1059       | 38        | Kleine und große Geschäfte     | 17. Mai 2020                 | Jochen Nitsch                   | Anja Massoth                      | Link |
| 1060       | 39        | Ungemach                       | 24. Mai 2020                 | Jochen Nitsch                   | Lieselotte Kinskofer              | Link |
| 1061       | 40        | Ein bisschen Schwund ist immer | 31. Mai 2020                 | Jochen Nitsch                   | Christiane Jörger-Stark           | Link |
| 1062       | 41        | Trau, schau, wem!              | 7. Juni 2020                 | Jochen Nitsch                   | Bettina Bauer-Wörner, Tobias Jost | Link |
| 1063       | 42        | Vertrauen                      | 14. Juni 2020                | Jochen Nitsch                   | Caroline Draber, Wolfgang Klein   | Link |
| 1064       | 43        | Der innere Retter              | 21. Juni 2020                | Jochen Nitsch                   | Ralph Ströhle, Michael Schulz     | Link |
| 1065       | 44        | Waldbaden                      | 28. Juni 2020                | Jochen Nitsch                   | Ralph Ströhle, Michael Schulz     | Link |
| 1066       | 45        | Mutterliebe                    | 5. Juli 2020                 | Jochen Nitsch                   | Britta Dünnes                     | Link |

### 27. Staffel
| Nr. (ges.) | Nr. (St.) | Originaltitel               | Erstausstrahlung Deutschland | Regie               | Drehbuch                           | Link |
| ---------- | --------- | --------------------------- | ---------------------------- | ------------------- | ---------------------------------- | ---- |
| 1067       | 1         | Läuft!                      | 6. Sep. 2020                 | Sebastian Monk      | Ute Förderer-Heers                 | Link |
| 1068       | 2         | Ans Herz gewachsen          | 13. Sep. 2020                | Sebastian Monk      | Bettina Bauer-Wörner, Tobias Jost  | Link |
| 1069       | 3         | Reiner Wein                 | 20. Sep. 2020                | Sebastian Monk      | Caroline Draber, Wolfgang Klein    | Link |
| 1070       | 4         | Plagegeister                | 27. Sep. 2020                | Sebastian Monk      | Michael Schulz                     | Link |
| 1071       | 5         | Trübe Sicht                 | 4. Okt. 2020                 | Sebastian Monk      | Carolin Otterbach                  | Link |
| 1072       | 6         | Klare Sicht                 | 11. Okt. 2020                | Sebastian Monk      | Lieselotte Kinskofer               | Link |
| 1073       | 7         | Erleuchtungen               | 18. Okt. 2020                | Sebastian Monk      | Johanna Walberer                   | Link |
| 1074       | 8         | Nur nichts anbrennen lassen | 25. Okt. 2020                | Sebastian Monk      | Anja Massoth                       | Link |
| 1075       | 9         | Volltreffer                 | 1. Nov. 2020                 | Sebastian Monk      | Britta Dünnes                      | Link |
| 1076       | 10        | Plan B                      | 8. Nov. 2020                 | Karsten Wichniarz   | Britta Dünnes                      | Link |
| 1077       | 11        | Stolperfallen               | 15. Nov. 2020                | Karsten Wichniarz   | Bettina Bauer-Wörner, Tobias Jost  | Link |
| 1078       | 12        | Praxistest                  | 22. Nov. 2020                | Karsten Wichniarz   | Lieselotte Kinskofer               | Link |
| 1079       | 13        | Es bewegt sich was          | 29. Nov. 2020                | Karsten Wichniarz   | Anja Massoth                       | Link |
| 1080       | 14        | Apfel, Nuss und Mandelkern  | 6. Dez. 2020                 | Karsten Wichniarz   | Christiane Jörger-Stark            | Link |
| 1081       | 15        | Paradiesvögel               | 13. Dez. 2020                | Karsten Wichniarz   | Michael Schulz                     | Link |
| 1082       | 16        | Weihnachtswünsche           | 20. Dez. 2020                | Karsten Wichniarz   | Ralph Ströhle                      | Link |
| 1083       | 17        | Ausgebremst                 | 27. Dez. 2020                | Karsten Wichniarz   | Caroline Draber, Wolfgang Klein    | Link |
| 1084       | 18        | Von wegen Wellness          | 3. Jan. 2021                 | Dagmar von Chappuis | Britta Dünnes                      | Link |
| 1085       | 19        | Alarmstufe                  | 10. Jan. 2021                | Dagmar von Chappuis | Ralph Ströhle                      | Link |
| 1086       | 20        | Aufgeblasen                 | 17. Jan. 2021                | Dagmar von Chappuis | Ute Förderer-Heers, Michael Schulz | Link |
| 1087       | 21        | Kleine Häppchen             | 24. Jan. 2021                | Dagmar von Chappuis | Carolin Draber, Wolfgang Klein     | Link |
| 1088       | 22        | Dicke Backen                | 31. Jan. 2021                | Dagmar von Chappuis | Lieselotte Kinskofer               | Link |
| 1089       | 23        | Falscher Schein             | 7. Feb. 2021                 | Dagmar von Chappuis | Carolin Otterbach                  | Link |
| 1090       | 24        | Narri, Narro XXIII          | 14. Feb. 2021                | Dagmar von Chappuis | Anja Massoth                       | Link |
| 1091       | 25        | Angeschmiert                | 21. Feb. 2021                | Dagmar von Chappuis | Johanna Walberer                   | Link |
| 1092       | 26        | Augenblick                  | 28. Feb. 2021                | Alexander Wiedl     | Bettina Bauer-Wörner, Tobias Jost  | Link |
| 1093       | 27        | Eine Menge Holz             | 7. März 2021                 | Alexander Wiedl     | Britta Dünnes                      | Link |
| 1094       | 28        | Unverdaulich                | 14. März 2021                | Alexander Wiedl     | Johanna Walberer                   | Link |
| 1095       | 29        | Nachhaltig                  | 21. März 2021                | Alexander Wiedl     | Lieselotte Kinskofer               | Link |
| 1096       | 30        | Lange Messer                | 28. März 2021                | Alexander Wiedl     | Christiane Jörger-Stark            | Link |
| 1097       | 31        | Volles Rohr                 | 4. Apr. 2021                 | Alexander Wiedl     | Caroline Draber, Wolfgang Klein    | Link |
| 1098       | 32        | Diese Männer...!            | 11. Apr. 2021                | Alexander Wiedl     | Anja Massoth                       | Link |
| 1099       | 33        | Diese Frauen...!            | 18. Apr. 2021                | Alexander Wiedl     | Ralph Ströhle                      | Link |
| 1100       | 34        | Sackgasse                   | 25. Apr. 2021                | Alexander Wiedl     | Ralph Ströhle                      | Link |
| 1101       | 35        | Mutige Schritte             | 2. Mai 2021                  | Alexander Wiedl     | Christiane Jörger-Stark            | Link |
| 1102       | 36        | Mit Pauken und Trompeten    | 9. Mai 2021                  | Jochen Nitsch       | Carolin Otterbach                  | Link |
| 1103       | 37        | Auf dem Trip                | 16. Mai 2021                 | Jochen Nitsch       | Anja Massoth                       | Link |
| 1104       | 38        | Der Weg ist das Ziel        | 23. Mai 2021                 | Jochen Nitsch       | Bettina Bauer-Wörner, Tobias Jost  | Link |
| 1105       | 39        | Auf Herz und Nieren         | 30. Mai 2021                 | Jochen Nitsch       | Britta Dünnes                      | Link |
| 1106       | 40        | Durchbruch                  | 6. Juni 2021                 | Jochen Nitsch       | Caroline Draber, Wolfgang Klein    | Link |
| 1107       | 41        | Unvorhergesehen             | 13. Juni 2021                | Jochen Nitsch       | Lieselotte Kinskofer               | Link |

### 28. Staffel
| Nr. (ges.) | Nr. (St.) | Originaltitel              | Erstausstrahlung Deutschland | Regie             | Drehbuch                          | Link |
| ---------- | --------- | -------------------------- | ---------------------------- | ----------------- | --------------------------------- | ---- |
| 1108       | 1         | Zurück auf Los             | 12. Sep. 2021                | Jochen Nitsch     | Lieselotte Kinskofer              | Link |
| 1109       | 2         | Ernst des Lebens           | 19. Sep. 2021                | Jochen Nitsch     | Anja Massoth                      | Link |
| 1110       | 3         | Dreamteam                  | 26. Sep. 2021                | Jochen Nitsch     | Britta Dünnes                     | Link |
| 1111       | 4         | Aus der Spur               | 3. Okt. 2021                 | Jochen Nitsch     | Bettina Bauer-Wörner, Tobias Jost | Link |
| 1112       | 5         | Leid und Freud             | 10. Okt. 2021                | Sebastian Monk    | Christiane Jörger-Stark           | Link |
| 1113       | 6         | Herausforderungen          | 17. Okt. 2021                | Sebastian Monk    | Bettina Bauer-Wörner, Tobias Jost | Link |
| 1114       | 7         | Heißer Tanz                | 24. Okt. 2021                | Sebastian Monk    | Julia Jenner                      | Link |
| 1115       | 8         | Mobil in Schönwald         | 31. Okt. 2021                | Sebastian Monk    | Ute Förderer-Heers                | Link |
| 1116       | 9         | Schlüssel zum Glück        | 7. Nov. 2021                 | Sebastian Monk    | Anja Massoth                      | Link |
| 1117       | 10        | Verknotet                  | 14. Nov. 2021                | Sebastian Monk    | Ralph Ströhle                     | Link |
| 1118       | 11        | Müh und Not                | 21. Nov. 2021                | Sebastian Monk    | Carolin Otterbach                 | Link |
| 1119       | 12        | Verborgene Diamanten       | 28. Nov. 2021                | Sebastian Monk    | Johanna Walberer                  | Link |
| 1120       | 13        | Terminsache                | 5. Dez. 2021                 | Sebastian Monk    | Caroline Draber, Wolfgang Klein   | Link |
| 1121       | 14        | Das Fass läuft über        | 12. Dez. 2021                | Sebastian Monk    | Lieselotte Kinskofer              | Link |
| 1122       | 15        | Fassungslos                | 19. Dez. 2021                | Kerstin Krause    | Christiane Jörger-Stark           | Link |
| 1123       | 16        | Am Ende des Jahres         | 26. Dez. 2021                | Kerstin Krause    | Lieselotte Kinskofer              | Link |
| 1124       | 17        | Dunkle Flecken             | 2. Jan. 2022                 | Kerstin Krause    | Britta Dünnes                     | Link |
| 1125       | 18        | Der große Zampano          | 9. Jan. 2022                 | Kerstin Krause    | Caroline Draber, Wolfgang Klein   | Link |
| 1126       | 19        | Der Knaller                | 16. Jan. 2022                | Kerstin Krause    | Ralph Ströhle                     | Link |
| 1127       | 20        | Verlockungen               | 23. Jan. 2022                | Kerstin Krause    | Julia Jenner                      | Link |
| 1128       | 21        | Balanceakt                 | 30. Jan. 2022                | Kerstin Krause    | Johanna Walberer                  | Link |
| 1129       | 22        | Geheime Mission            | 6. Feb. 2022                 | Kerstin Krause    | Bettina Bauer-Wörner, Tobias Jost | Link |
| 1130       | 23        | Langer Atem                | 13. Feb. 2022                | Kerstin Krause    | Anja Massoth                      | Link |
| 1131       | 24        | Heißes Bemühen             | 20. Feb. 2022                | Kerstin Krause    | Caroline Draber, Wolfgang Klein   | Link |
| 1132       | 25        | Durchgebrannte Sicherungen | 27. Feb. 2022                | Karsten Wichniarz | Anja Massoth                      | Link |
| 1133       | 26        | Froschkönig                | 6. März 2022                 | Karsten Wichniarz | Christiane Jörger-Stark           | Link |
| 1134       | 27        | Jugendstil                 | 13. März 2022                | Karsten Wichniarz | Lieselotte Kinskofer              | Link |
| 1135       | 28        | Mister Gott                | 20. März 2022                | Karsten Wichniarz | Carolin Otterbach                 | Link |
| 1136       | 29        | Aus dem Koffer             | 27. März 2022                | Karsten Wichniarz | Britta Dünnes                     | Link |
| 1137       | 30        | Brandstifter               | 3. Apr. 2022                 | Karsten Wichniarz | Caroline Draber, Wolfgang Klein   | Link |
| 1138       | 31        | Reiner Tisch               | 10. Apr. 2022                | Karsten Wichniarz | Bettina Bauer-Wörner, Tobias Jost | Link |
| 1139       | 32        | Heißer Stuhl               | 17. Apr. 2022                | Karsten Wichniarz | Johanna Walberer                  | Link |
| 1140       | 33        | Wie gewonnen ...           | 24. Apr. 2022                | Karsten Wichniarz | Johanna Walberer                  | Link |
| 1141       | 34        | Mächte des Himmels         | 1. Mai 2022                  | Karsten Wichniarz | Bettina Bauer-Wörner, Tobias Jost | Link |
| 1142       | 35        | Durststrecke               | 8. Mai 2022                  | Karsten Wichniarz | Christiane Jörger-Stark           | Link |
| 1143       | 36        | Am Boden                   | 15. Mai 2022                 | Jochen Nitsch     | Lieselotte Kinskofer              | Link |
| 1144       | 37        | Mit allen Tricks           | 22. Mai 2022                 | Jochen Nitsch     | Anja Massoth                      | Link |
| 1145       | 38        | Unter einem Dach           | 29. Mai 2022                 | Jochen Nitsch     | Caroline Draber, Wolfgang Klein   | Link |
| 1146       | 39        | Mit aller Mühe             | 5. Juni 2022                 | Jochen Nitsch     | Julia Jenner                      | Link |
| 1147       | 40        | Im Dschungel               | 12. Juni 2022                | Jochen Nitsch     | Britta Dünnes                     | Link |

### 29. Staffel
| Nr. (ges.) | Nr. (St.) | Originaltitel            | Erstausstrahlung Deutschland | Regie               | Drehbuch                          | Link |
| ---------- | --------- | ------------------------ | ---------------------------- | ------------------- | --------------------------------- | ---- |
| 1148       | 1         | Bittere Erkenntnis       | 11. Sep. 2022                | Dagmar von Chappuis | Lieselotte Kinskofer              | Link |
| 1149       | 2         | Notfallprogramm          | 18. Sep. 2022                | Dagmar von Chappuis | Anja Massoth                      | Link |
| 1150       | 3         | Fünfundsiebzig           | 25. Sep. 2022                | Dagmar von Chappuis | Julia Jenner                      | Link |
| 1151       | 4         | Ashwadingsda             | 2. Okt. 2022                 | Dagmar von Chappuis | Christiane Jörger-Stark           | Link |
| 1152       | 5         | Notstand                 | 9. Okt. 2022                 | Dagmar von Chappuis | Bettina Bauer-Wörner, Tobias Jost | Link |
| 1153       | 6         | Im Käfig                 | 16. Okt. 2022                | Dagmar von Chappuis | Ute Förderer-Heers                | Link |
| 1154       | 7         | Fotosafari               | 23. Okt. 2022                | Dagmar von Chappuis | Hugo Rendler                      | Link |
| 1155       | 8         | Nur die Hälfte           | 30. Okt. 2022                | Dagmar von Chappuis | Caroline Draber, Wolfgang Klein   | Link |
| 1156       | 9         | Die Nachricht            | 6. Nov. 2022                 | Alexander Wiedl     | Bettina Bauer-Wörner, Tobias Jost | Link |
| 1157       | 10        | Halbwahrheiten           | 13. Nov. 2022                | Alexander Wiedl     | Lieselotte Kinskofer              | Link |
| 1158       | 11        | Deutliche Worte          | 20. Nov. 2022                | Alexander Wiedl     | Christiane Jörger-Stark           | Link |
| 1159       | 12        | Saubere Kompromisse      | 27. Nov. 2022                | Alexander Wiedl     | Christine Diersing                | Link |
| 1160       | 13        | Schulterschluss          | 4. Dez. 2022                 | Alexander Wiedl     | Caroline Draber, Wolfgang Klein   | Link |
| 1161       | 14        | Geimpft                  | 11. Dez. 2022                | Alexander Wiedl     | Anja Massoth                      | Link |
| 1162       | 15        | Andere Welten            | 18. Dez. 2022                | Alexander Wiedl     | Britta Dünnes                     | Link |
| 1163       | 16        | Weihnachtsgeschenke      | 25. Dez. 2022                | Alexander Wiedl     | Bettina Bauer-Wörner, Tobias Jost | Link |
| 1164       | 17        | Letzte Reise             | 1. Jan. 2023                 | Sebastian Monk      | Lieselotte Kinskofer              | Link |
| 1165       | 18        | Der Tag danach           | 8. Jan. 2023                 | Sebastian Monk      | Christiane Jörger-Stark           | Link |
| 1166       | 19        | Letzte Ruhe              | 15. Jan. 2023                | Sebastian Monk      | Bettina Bauer-Wörner, Tobias Jost | Link |
| 1167       | 20        | Schuss vor den Bug       | 22. Jan. 2023                | Sebastian Monk      | Christine Diersing                | Link |
| 1168       | 21        | Landfrauen forte         | 29. Jan. 2023                | Sebastian Monk      | Anja Massoth                      | Link |
| 1169       | 22        | Sorgen vor morgen        | 5. Feb. 2023                 | Sebastian Monk      | Julia Jenner                      | Link |
| 1170       | 23        | Unterkühlt               | 12. Feb. 2023                | Sebastian Monk      | Caroline Draber, Wolfgang Klein   | Link |
| 1171       | 24        | Furztrocken              | 19. Feb. 2023                | Sebastian Monk      | Hugo Rendler                      | Link |
| 1172       | 25        | Made im Speck            | 26. Feb. 2023                | Jochen Nitsch       | Lieselotte Kinskofer              | Link |
| 1173       | 26        | Jede Menge Scherben      | 5. März 2023                 | Jochen Nitsch       | Bettina Bauer-Wörner, Tobias Jost | Link |
| 1174       | 27        | Zukunft ungewiss         | 12. März 2023                | Jochen Nitsch       | Caroline Draber, Wolfgang Klein   | Link |
| 1175       | 28        | Landleben 4.0            | 19. März 2023                | Jochen Nitsch       | Anja Massoth                      | Link |
| 1176       | 29        | Bedrohungen              | 26. März 2023                | Jochen Nitsch       | Christiane Jörger-Stark           | Link |
| 1177       | 30        | Methodenstreit           | 2. Apr. 2023                 | Jochen Nitsch       | Ralph Ströhle                     | Link |
| 1178       | 31        | Ausritt mit Hindernissen | 9. Apr. 2023                 | Jochen Nitsch       | Christine Diersing                | Link |
| 1179       | 32        | Gute Basis               | 16. Apr. 2023                | Jochen Nitsch       | Britta Dünnes                     | Link |
| 1180       | 33        | Engelszungen             | 23. Apr. 2023                | Dagmar von Chappuis | Lieselotte Kinskofer              | Link |
| 1181       | 34        | Reine Formsache          | 30. Apr. 2023                | Dagmar von Chappuis | Christiane Jörger-Stark           | Link |
| 1182       | 35        | Offensive                | 7. Mai 2023                  | Dagmar von Chappuis | Anja Massoth                      | Link |
| 1183       | 36        | Fremdes Kind             | 14. Mai 2023                 | Dagmar von Chappuis | Britta Dünnes                     | Link |
| 1184       | 37        | Geschüttelt und gerührt  | 21. Mai 2023                 | Dagmar von Chappuis | Caroline Draber, Wolfgang Klein   | Link |
| 1185       | 38        | Frisch gebraut           | 28. Mai 2023                 | Dagmar von Chappuis | Julia Jenner                      | Link |
| 1186       | 39        | Eine Dame von Welt       | 4. Juni 2023                 | Dagmar von Chappuis | Christine Diersing                | Link |
| 1187       | 40        | Starthilfe               | 11. Juni 2023                | Dagmar von Chappuis | Bettina Bauer-Wörner, Tobias Jost | Link |

### 30. Staffel
| Nr. (ges.) | Nr. (St.) | Originaltitel               | Erstausstrahlung Deutschland | Regie             | Drehbuch                          | Link |
| ---------- | --------- | --------------------------- | ---------------------------- | ----------------- | --------------------------------- | ---- |
| 1188       | 1         | Gülle Gülle                 | 17. Sep. 2023                | Karsten Wichniarz | Anja Massoth                      | Link |
| 1189       | 2         | Der schon wieder!           | 24. Sep. 2023                | Karsten Wichniarz | Caroline Draber, Wolfgang Klein   | Link |
| 1190       | 3         | Hirngespinste               | 1. Okt. 2023                 | Karsten Wichniarz | Christine Diersing                | Link |
| 1191       | 4         | Hoch gepokert               | 8. Okt. 2023                 | Karsten Wichniarz | Christiane Jörger-Stark           | Link |
| 1192       | 5         | Auf ins Glück               | 15. Okt. 2023                | Karsten Wichniarz | Caroline Draber, Wolfgang Klein   | Link |
| 1193       | 6         | Ein neues Zuhause           | 22. Okt. 2023                | Karsten Wichniarz | Lieselotte Kinskofer              | Link |
| 1194       | 7         | Halali                      | 29. Okt. 2023                | Karsten Wichniarz | Julia Jenner                      | Link |
| 1195       | 8         | Geister der Vergangenheit   | 5. Nov. 2023                 | Karsten Wichniarz | Britta Dünnes                     | Link |
| 1196       | 9         | Zeiten des Wandels          | 12. Nov. 2023                | Alexander Wiedl   | Britta Dünnes                     | Link |
| 1197       | 10        | Viele Hände, schnelles Ende | 19. Nov. 2023                | Alexander Wiedl   | Christine Diersing                | Link |
| 1198       | 11        | Neue Töne                   | 26. Nov. 2023                | Alexander Wiedl   | Lieselotte Kinskofer              | Link |
| 1199       | 12        | Pralles Leben               | 3. Dez. 2023                 | Alexander Wiedl   | Caroline Draber, Wolfgang Klein   | Link |
| 1200       | 13        | Oberkante Unterlippe        | 10. Dez. 2023                | Alexander Wiedl   | Caroline Draber, Wolfgang Klein   | Link |
| 1201       | 14        | Abtrünnig                   | 17. Dez. 2023                | Alexander Wiedl   | Christiane Jörger-Stark           | Link |
| 1202       | 15        | Verkündigung                | 24. Dez. 2023                | Alexander Wiedl   | Bettina Bauer-Wörner, Tobias Jost | Link |
| 1203       | 16        | Hereingeschneit             | 31. Dez. 2023                | Alexander Wiedl   | Anja Massoth                      | Link |
| 1204       | 17        | Der Fauteuil                | 7. Jan. 2024                 | Kerstin Krause    | Julia Jenner                      | Link |
| 1205       | 18        | Volle Kraft voraus          | 14. Jan. 2024                | Kerstin Krause    | Lieselotte Kinskofer              | Link |
| 1206       | 19        | Dampf im Kessel             | 21. Jan. 2024                | Kerstin Krause    | Christine Diersing                | Link |
| 1207       | 20        | Signale                     | 28. Jan. 2024                | Kerstin Krause    | Anja Massoth                      | Link |
| 1208       | 21        | Feuertaufe                  | 4. Feb. 2024                 | Kerstin Krause    | Caroline Draber, Wolfgang Klein   | Link |
| 1209       | 22        | Der größte Schwachsinn      | 11. Feb. 2024                | Kerstin Krause    | Ralph Ströhle                     | Link |
| 1210       | 23        | 's goht dagege!             | 18. Feb. 2024                | Kerstin Krause    | Christiane Jörger-Stark           | Link |
| 1211       | 24        | Herzschläge                 | 25. Feb. 2024                | Kerstin Krause    | Caroline Draber, Wolfgang Klein   | Link |
| 1212       | 25        | Ehrgeizige Ziele            | 3. März 2024                 | Sebastian Monk    | Julia Jenner                      | Link |
| 1213       | 26        | Eine Frage der Diplomatie   | 10. März 2024                | Sebastian Monk    | Christiane Jörger-Stark           | Link |
| 1214       | 27        | Bittere Pille               | 17. März 2024                | Sebastian Monk    | Christine Diersing                | Link |
| 1215       | 28        | Fromme Wünsche              | 24. März 2024                | Sebastian Monk    | Lieselotte Kinskofer              | Link |
| 1216       | 29        | Signalstörungen             | 31. März 2024                | Sebastian Monk    | Anja Massoth                      | Link |
| 1217       | 30        | Heiliger Sonntag            | 7. Apr. 2024                 | Sebastian Monk    | Britta Dünnes                     | Link |
| 1218       | 31        | Verschwörung                | 14. Apr. 2024                | Sebastian Monk    | Volker Hofmann                    | Link |
| 1219       | 32        | Mach nur einen Plan ...     | 21. Apr. 2024                | Sebastian Monk    | Caroline Draber, Wolfgang Klein   | Link |
| 1220       | 33        | Frohe Kunde                 | 28. Apr. 2024                | Jochen Nitsch     | Christine Diersing                | Link |
| 1221       | 34        | Voll verquer                | 5. Mai 2024                  | Jochen Nitsch     | Lieselotte Kinskofer              | Link |
| 1222       | 36        | Personal Coach              | 12. Mai 2024                 | Jochen Nitsch     | Caroline Draber, Wolfgang Klein   | Link |
| 1223       | 37        | Unter Dampf                 | 19. Mai 2024                 | Jochen Nitsch     | Julia Jenner                      | Link |
| 1224       | 38        | Bezaubernd                  | 26. Mai 2024                 | Jochen Nitsch     | Christiane Jörger-Stark           | Link |
| 1225       | 39        | Verrückt vor Glück          | 2. Juni 2024                 | Jochen Nitsch     | Anja Massoth                      | Link |
| 1226       | 40        | Zauberhaft                  | 9. Juni 2024                 | Jochen Nitsch     | Britta Dünnes                     | Link |
| 1227       | 41        | Plötzlich und unerwartet    | 16. Juni 2024                | Jochen Nitsch     | Bettina Bauer-Wörner, Tobias Jost | Link |

### 31. Staffel
| Nr. (ges.) | Nr. (St.) | Originaltitel          | Erstausstrahlung Deutschland | Regie               | Drehbuch                            | Link |
| ---------- | --------- | ---------------------- | ---------------------------- | ------------------- | ----------------------------------- | ---- |
| 1228       | 1         | Zweiter Anlauf!        | 15. Sep. 2024                | Karsten Wichniarz   | Christine Diersing                  | Link |
| 1229       | 2         | Ungebetener Gast       | 22. Sep. 2024                | Karsten Wichniarz   | Anja Massoth                        | Link |
| 1230       | 3         | Bund fürs Leben        | 29. Sep. 2024                | Karsten Wichniarz   | Bettina Bauer-Wörner, Tobias Jost   | Link |
| 1231       | 4         | Was zu viel ist ...    | 6. Okt. 2024                 | Karsten Wichniarz   | Christiane Jörger-Stark             | Link |
| 1232       | 5         | Trockengelegt          | 13. Okt. 2024                | Karsten Wichniarz   | Julia Jenner                        | Link |
| 1233       | 6         | Saitenwechsel          | 20. Okt. 2024                | Karsten Wichniarz   | Britta Dünnes                       | Link |
| 1234       | 7         | Ohne Meldung           | 27. Okt. 2024                | Karsten Wichniarz   | Caroline Draber, Wolfgang Klein     | Link |
| 1235       | 8         | Auf kurze Sicht        | 3. Nov. 2024                 | Karsten Wichniarz   | Lieselotte Kinskofer                | Link |
| 1236       | 9         | Von Federn und Borsten | 10. Nov. 2024                | Alexander Wiedl     | Lieselotte Kinskofer                | Link |
| 1237       | 10        | Abfuhr                 | 17. Nov. 2024                | Alexander Wiedl     | Christine Diersing                  | Link |
| 1238       | 11        | Hinterrücks            | 24. Nov. 2024                | Alexander Wiedl     | Bettina Bauer-Wörner, Britta Dünnes | Link |
| 1239       | 12        | Liebe Verwandtschaft   | 1. Dez. 2024                 | Alexander Wiedl     | Britta Dünnes                       | Link |
| 1240       | 13        | Positiv                | 8. Dez. 2024                 | Alexander Wiedl     | Anja Massoth                        | Link |
| 1241       | 14        | Unbill                 | 15. Dez. 2024                | Alexander Wiedl     | Caroline Draber, Wolfgang Klein     | Link |
| 1242       | 15        | Aus allen Wolken       | 22. Dez. 2024                | Alexander Wiedl     | Katharina Greendale                 | Link |
| 1243       | 16        | Raunächte              | 29. Dez. 2024                | Alexander Wiedl     | Christiane Jörger-Stark             | Link |
| 1244       | 17        | In die Magengrube      | 5. Jan. 2025                 | Dagmar von Chappuis | Christiane Jörger-Stark             | Link |
| 1245       | 18        | Das ganze Paket        | 12. Jan. 2025                | Dagmar von Chappuis | Anja Massoth                        | Link |
| 1246       | 19        | Blickwinkel            | 19. Jan. 2025                | Dagmar von Chappuis | Christine Diersing                  | Link |
| 1247       | 20        | Ein ganz normaler Tag  | 26. Jan. 2025                | Dagmar von Chappuis | Bettina Bauer-Wörner, Tobias Jost   | Link |
| 1248       | 21        | Aneinander vorbei      | 2. Feb. 2025                 | Dagmar von Chappuis | Lieselotte Kinskofer                | Link |
| 1249       | 22        | Wohn & Work            | 9. Feb. 2025                 | Dagmar von Chappuis | Julia Jenner                        | Link |
| 1250       | 23        | Kein Bock mehr         | 16. Feb. 2025                | Dagmar von Chappuis | Caroline Draber, Wolfgang Klein     | Link |
| 1251       | 24        | Zurück in den Ring     | 23. Feb. 2025                | Dagmar von Chappuis | Katharina Greendale                 | Link |
| 1252       | 25        | Und sie feiern doch!   | 2. März 2025                 | Alexander Wiedl     | Lieselotte Kinskofer                | Link |
| 1253       | 26        | Alles unter einen Hut  | 9. März 2025                 | Alexander Wiedl     | Christiane Jörger-Stark             | Link |
| 1254       | 27        | Warten und Hoffen      | 16. März 2025                | Alexander Wiedl     | Christine Diersing                  | Link |
| 1255       | 28        | Eingebrochen           | 23. März 2025                | Alexander Wiedl     | Anja Massoth                        | Link |
| 1256       | 29        | Abstriche              | 30. März 2025                | Alexander Wiedl     | Britta Dünnes                       | Link |
| 1257       | 30        | Schnelle Hilfe         | 6. Apr. 2025                 | Alexander Wiedl     | Julia Jenner                        | Link |
| 1258       | 31        | Warteschleife          | 13. Apr. 2025                | Alexander Wiedl     | Bettina Bauer-Wörner, Tobias Jost   | Link |
| 1259       | 32        | Gute Gedanken          | 20. Apr. 2025                | Alexander Wiedl     | Caroline Draber, Wolfgang Klein     | Link |
| 1260       | 33        | Trost-Waffeln          | 27. Apr. 2025                | Jochen Nitsch       | Christiane Jörger-Stark             | Link |
| 1261       | 34        | Lustlos                | 4. Mai 2025                  | Jochen Nitsch       | Lieselotte Kinskofer                | Link |
| 1262       | 35        | Baby vermisst!         | 11. Mai 2025                 | Jochen Nitsch       | Julia Jenner                        | Link |
| 1263       | 36        | Anziehend              | 18. Mai 2025                 | Jochen Nitsch       | Katharina Greendale                 | Link |
| 1264       | 37        | Verrat                 | 25. Mai 2025                 | Jochen Nitsch       | Anja Massoth                        | Link |
| 1265       | 38        | Treulos                | 1. Juni 2025                 | Jochen Nitsch       | Christine Diersing                  | Link |
| 1266       | 39        | Ohne dich              | 8. Juni 2025                 | Jochen Nitsch       | Caroline Draber, Wolfgang Klein     | Link |
| 1267       | 40        | Finale                 | 15. Juni 2025                | Jochen Nitsch       | Britta Dünnes                       | Link |

## Specials
Es wurden einige Sendungen zu speziellen Anlässen wie Jubiläen, Weihnachten oder Silvester produziert.
| Titel                                              | Sendedatum                    |
| -------------------------------------------------- | ----------------------------- |
| Weihnachtsspecial mit den Fallers                  | 25. Dez. 2011 (SWR Fernsehen) |
| Die Fallers privat                                 | 18. Nov. 2012 (SWR Fernsehen) |
| Silvesterspecial mit den Fallers                   | 31. Dez. 2013 (SWR Fernsehen) |
| Das ABC der Fallers                                | 06. Sep. 2014 (SWR Fernsehen) |
| Lange Fallers-Nacht zur 1000. Folge                | 02. Feb. 2019 (SWR Fernsehen) |
| 25 Jahre „Die Fallers“ – Die schönsten Geschichten | 21. Sep. 2020 (SWR Fernsehen) |
| 30 Jahre „Die Fallers“ – die Kultserie feiert!     | 14. Sep. 2024 (SWR Fernsehen) |
| Die Fallers im Promi-Check                         | 14. Sep. 2024 (SWR Fernsehen) |